# Turismo en Uruguay
Una de las principales fuentes económicas de Uruguay es el turismo. Este país a sur de América tiene varios destinos turísticos entre los que se destacan Punta del Este, Piriápolis, Montevideo, Colonia del Sacramento, Costa de Oro, Salto, Lavalleja, Rocha, Artigas, Rivera, entre otros.

## Montevideo

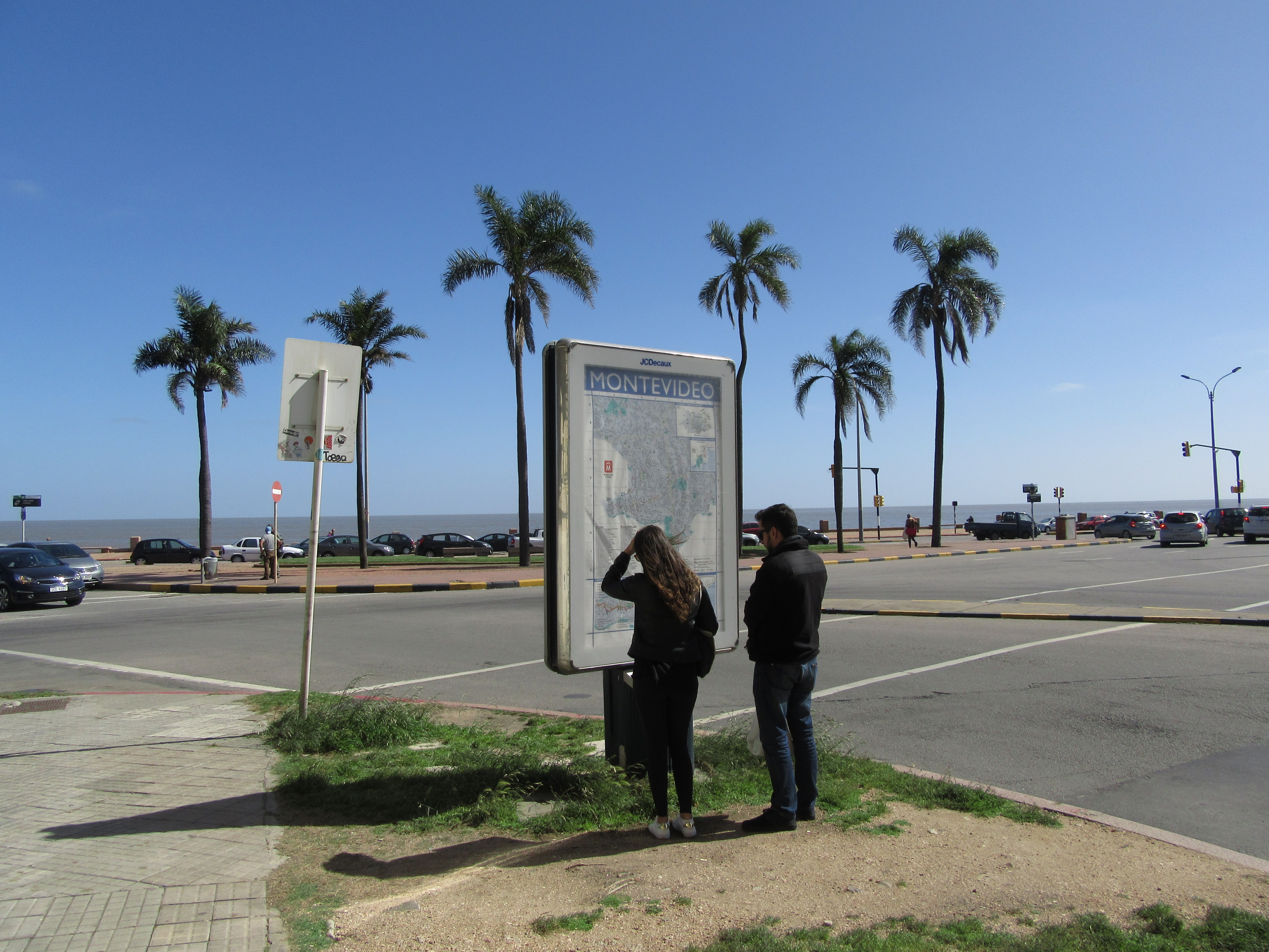
La Rambla de Montevideo.

Es la ciudad capital más austral de América. Existen paseos, salidas, lugares de entretenimiento y diversas atracciones. La rambla de Montevideo es el "balcón de acceso" a los 30 kilómetros de costa de la capital uruguaya, siendo una de las avenidas costeras mas largas del mundo. 
También, en Montevideo se pueden visitar amplios paseos verdes, tanto dentro de la ciudad como en la periferia; se destacan el Parque Rodó de 25 hectáreas, en el que hay un famoso parque de diversiones y el Teatro de Verano (el lugar donde se celebra el concurso oficial del carnaval); el Parque Batlle, que en sus varios kilómetros de extensión podemos encontrar el Estadio Centenario (estadio sede del primer mundial de fútbol de la historia), otros estadios de fútbol y el velódromo de la ciudad, así como la pista de atletismo. El barrio del Prado también ofrece amplios espacios verdes y lugares dignos de visitar; en el barrio del Cerro, mirando a la costa está el Parque Dr. Carlos Vaz Ferreira junto con el club de golf del Cerro; en la zona de Santiago Vázquez, en el límite oeste con el departamento de San José, está el Parque Lecocq y al sur del mismo el Parque Artigas.
Para los aficionados a los deportes ecuestres está el Hipódromo de Maroñas, donde se corren numerosas carreras, siendo la más tradicional el Premio Ramírez, que se disputa cada 6 de enero.
Montevideo cuenta con importantes museos, entre los que se destacan el Museo Torres García, el Museo José Gurvich, el Museo Nacional de Artes Visuales, el Museo Juan Manuel Blanes, entre otros museos de arte, ciencias e historia. En el predio del Museo Blanes se puede visitar un hermoso jardín japonés con un estanque donde se aprecian más de cien ejemplares de carpas. 
Los centros comerciales son una atracción para montevideanos y turistas, que hacen sus visitas y compras de todo tipo de artículos y acceden a todo tipo de propuestas gastronómicas. Un famoso centro comercial es el Punta Carretas Shopping, una ex cárcel reformada en 1992.  Si hablamos de gastronomía, en la capital hay varias propuestas gastronómicas nacionales e internacionales muy interesantes. Uruguay entró en el ranking de las ochenta mejores gastronomías del mundo en el 2023, por lo que nunca faltaran buenos lugares para comer.
Si se quiere seguir conociendo Montevideo, la intendencia departamental brinda el servicio de bus turístico, los ómnibus utilizados pertenecen a la empresa CUTSA, son 100% eléctricos y cuentan con audio guías en seis idiomas. Hay varias opciones de tour, se puede elegir conocer diferentes sedes del gobierno, la Biblioteca Nacional, varios museos, espacios verdes, estadios, playas, casinos, etc. 

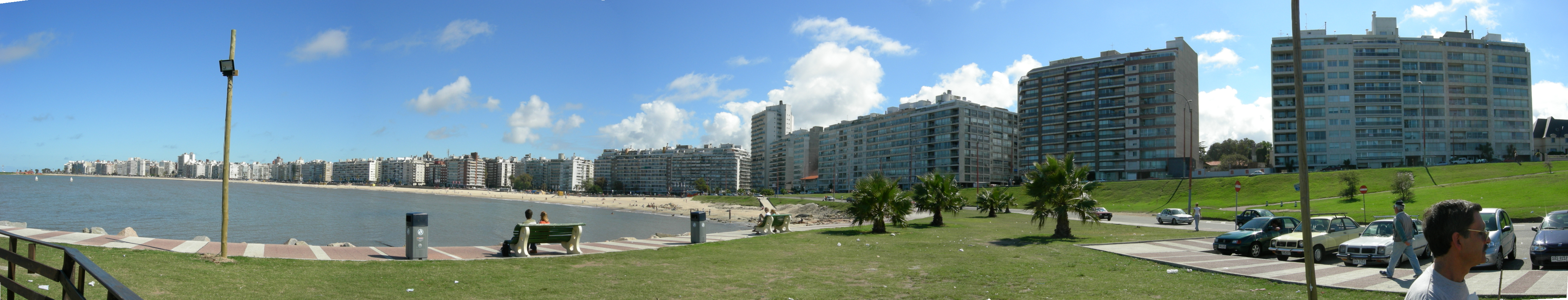
Barrio Pocitos, Montevideo.

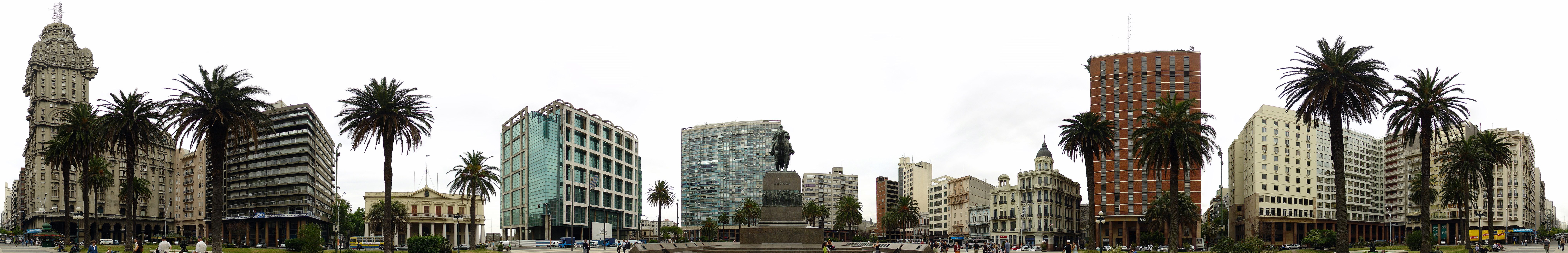
Plaza Independencia.

## Maldonado
El departamento de Maldonado se destaca por sus playas. Algunas de sus localidades más importantes son Punta del Este (el balneario más importante de Uruguay), Maldonado, Piriápolis, Pan de Azúcar, entre otras.

### Punta del Este

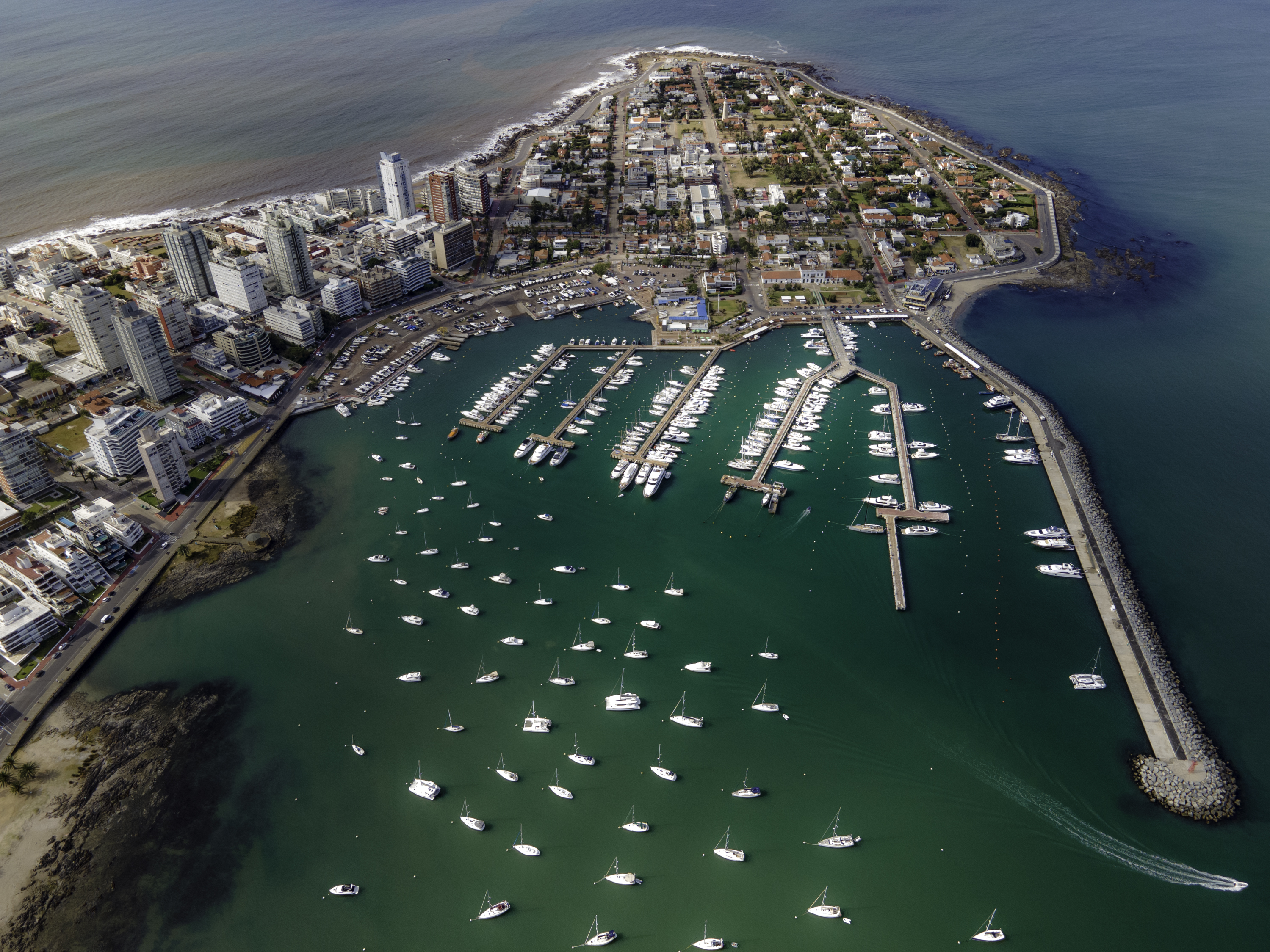
Punta del Este

Punta del Este se encuentra ubicada al extremo sureste del país, en el departamento de Maldonado, sobre una pequeña península que le da nombre y que se toma como límite, sobre costa uruguaya, entre el Océano Atlántico y el Río de la Plata. Sus playas se dividen en Mansa (del lado del río) y Brava (del lado del océano). El nombre dado a estas playas se debe a que la primera está protegida de los vientos y corrientes procedentes del Océano Atlántico y presenta la mayoría del tiempo sus aguas calmas; mientras que la playa Brava, al ser ya oceánica, posee un oleaje bastante más impetuoso. Punta del Este está prácticamente unida a la ciudad de Maldonado y hacia el este se extiende ampliamente, abarcando La Barra y José Ignacio. Unos 8,5 kilómetros al sudeste de Punta del Este se encuentra la Isla de Lobos y a 2,5 la Isla Gorriti, a la cual se puede ir en barco para disfrutar de su parador. 
Punta del Este cuenta con 122 hoteles, 80 restaurantes, un aeropuerto internacional, varios de los casinos más importantes del país, tiendas de ropa de firmas reconocidas y un puerto de yates que puede albergar hasta 500 embarcaciones. Todo esto y más hacen que este balneario sea uno de los más reconocidos e importantes (y caros) de Sudamérica, atrayendo turismo (principalmente de Argentina) e inversiones. 
La diversidad de su costa y sus arenas finas y blancas la hacen un destino ideal para la realización de deportes como el surf, windsurf, jet-ski, motonáutica, vela, pesca y yachting. En tierra firme, los turistas también encuentran escenarios privilegiados para la práctica de otros deportes como el polo, el golf, el tenis o el rugby.

### Piriápolis

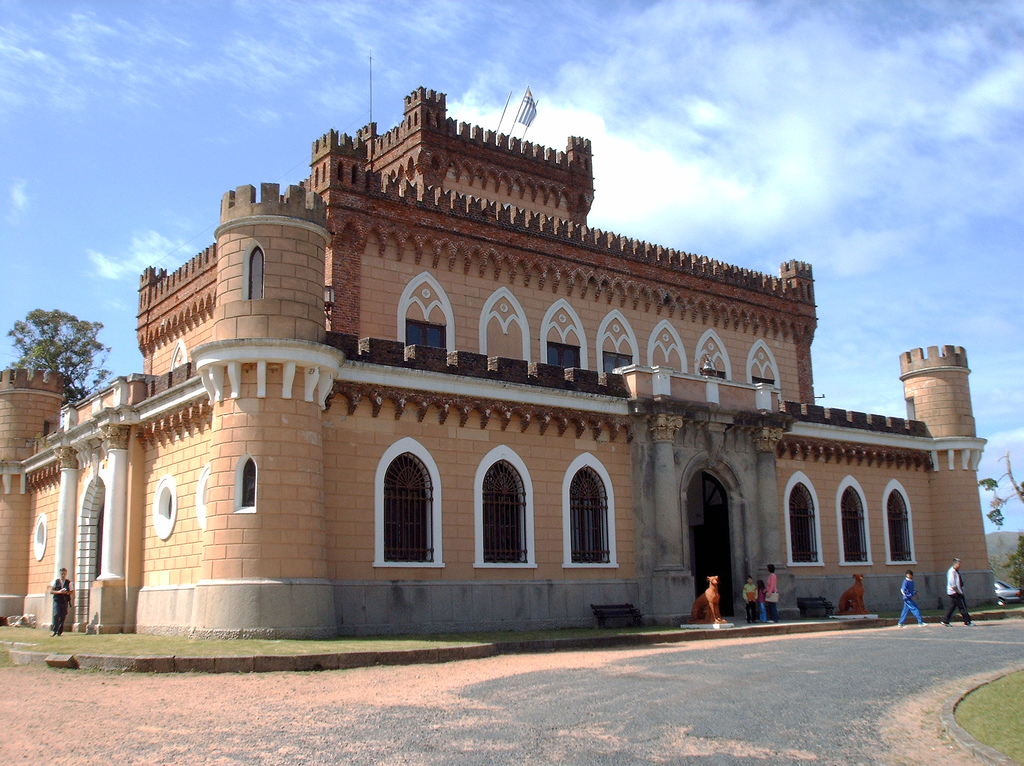
Castillo de Piria.

Piriápolis es una ciudad y balneario del departamento de Maldonado, ubicada a una hora conduciendo hacia el este desde la capital, Montevideo. Tiene una población fija de 7.579 habitantes, aunque la población flotante es mucho mayor, especialmente entre los meses de diciembre y marzo. Fue la primera ciudad balneario del país, hoy bajo la sombra de Punta del Este, más grande y popular. Recibe muchos visitantes argentinos y una cantidad creciente de europeos, aunque el turismo interno es muy importante.
La ciudad tiene su eje en torno a la Rambla de los Argentinos, una avenida costanera que toma su nombre de los clientes mayoritarios de los hoteles del fundador de la ciudad, Francisco Piria. Con una economía centrada en el turismo, la ciudad tiene hoteles y casinos, una vida nocturna muy activa en los meses de verano así como parques públicos, centros religiosos, miradores, etc. En temporada alta, se puede llegar a Piriápolis en ferry desde el puerto de Montevideo y el de Buenos Aires.
La Capilla de San Antonio, en la cima del cerro homónimo, uno de los tantos que rodean la ciudad, ofrece una vista panorámica y se puede llegar a ella por carretera o por silla aérea. Para viajeros más intrépidos ofrece la posibilidad de escalar el tercer cerro más alto del país, el Pan de Azúcar, en las cercanías de la ciudad homónima, a unos 10 km fuera del balneario.
En las cercanías de Piriápolis se encuentran formaciones rocosas sobre el mar, denominadas Punta Fría, Punta Colorada y Punta Negra, que son excelentes pesqueros para todo el año. También hay playas de arenas blancas como San Francisco y Playa Hermosa, que están a una distancia muy corta del centro del balneario.

## Rocha
El departamento de Rocha es elegido por muchos turistas para realizar deportes acuáticos, avistamiento de aves, acampar, visitar playas o monumentos históricos. Las localidades más importantes de Rocha son: (de Oeste a Este) La Paloma, La Pedrera, Cabo Polonio, Valizas, Castillos, La Coronilla, Punta del Diablo, el Chuy, entre otros.

### La Paloma

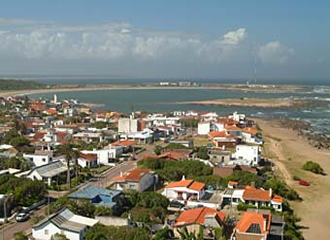
Isla La Tuna y puerto al fondo.

La Paloma es un balneario oceánico ubicado en el cabo de Santa María, fundado el primero de septiembre de 1874. Se encuentra en la zona este, en el Departamento de Rocha. La distancia que lo separa de Montevideo es de 240 km, y se encuentra a aproximadamente 90 km de Punta del Este y 160 km del Chuy, ciudad fronteriza con Brasil. Se destaca por su tranquilidad y sus hermosas playas, cuya extensión aproximada es de 20 km. La población permanente es de 5.300 habitantes, aumentando con la llegada de turistas a 30.000 en los meses de verano (enero-febrero-marzo). El balneario debería su nombre a que, antiguamente el Cabo Santa María era una punta muy temida por los navegantes, y desde lejos debido a la cantidad de rocas y la espuma de las olas, parecía verse la silueta de una paloma.
Las viviendas son de estilo alpino, de diseño francés, la mayoría son para el alquiler. La Paloma tiene distintas playas con diferentes características (con rocas, con olas, de aguas tranquilas, profundas, zonas de pesca). Algunas de ellas son La Aguada, Costa Azul, La Balconada, Anaconda y El Cabito.

### Cabo Polonio
Cabo Polonio es un encantador y solitario pueblito de pescadores. Debe su atracción al entorno mágico que se genera gracias a su rusticidad y al estado primitivo en el que se encuentra su naturaleza. El tiempo parece detenido en este sitio resguardado de la civilización que conserva la paz de un lugar perdido. Sin luz eléctrica, ni agua corriente, ni gas natural, Cabo Polonio cada día atrae a más turistas que no sienten la ausencia de estos servicios porque valoran la posibilidad de desconectarse del mundo.
Lo que comenzó siendo una pequeña aldea de pescadores, fue recibiendo más y más afluencia de público que generó un gran aumento en las actividades turísticas. Este peculiar lugar en el mundo, posee una pequeña población estable y una gran población fluctuante, pero su tranquilidad apenas es interrumpida por el vuelo bajo de los teros o por el aullido de los lobos marinos.
Para visitar el cabo (si no se vive allí) hay que pagar un ticket para un ómnibus-camión te transporte a través de las dunas. Una vez en el balneario se puede visitar el famoso faro y las playas de fuertes olas, además del paseo comercial que se encuentra en la calle principal.

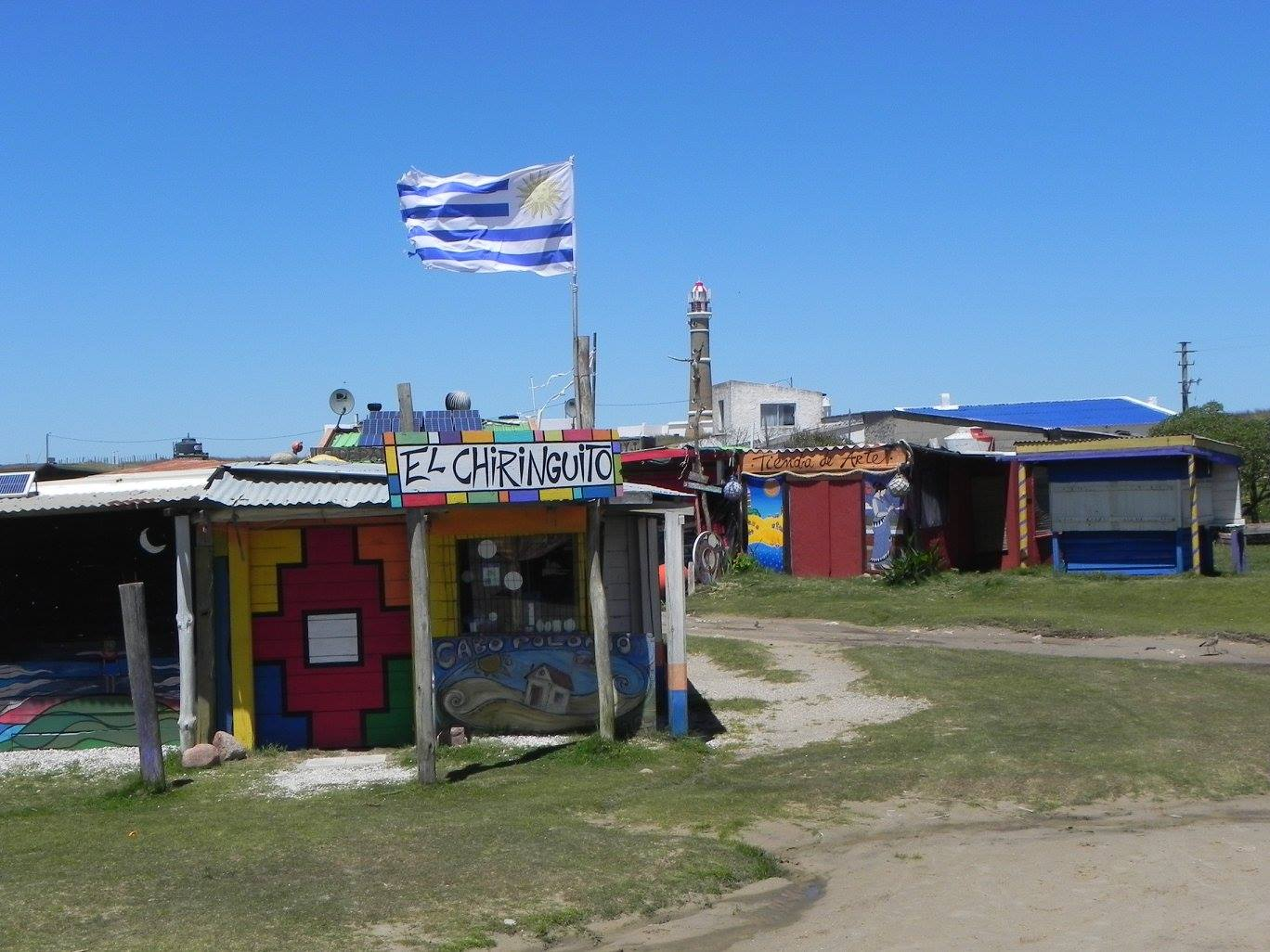
Comercios en el Cabo Polonio, se puede ver que la mayoría de las calles son de pasto

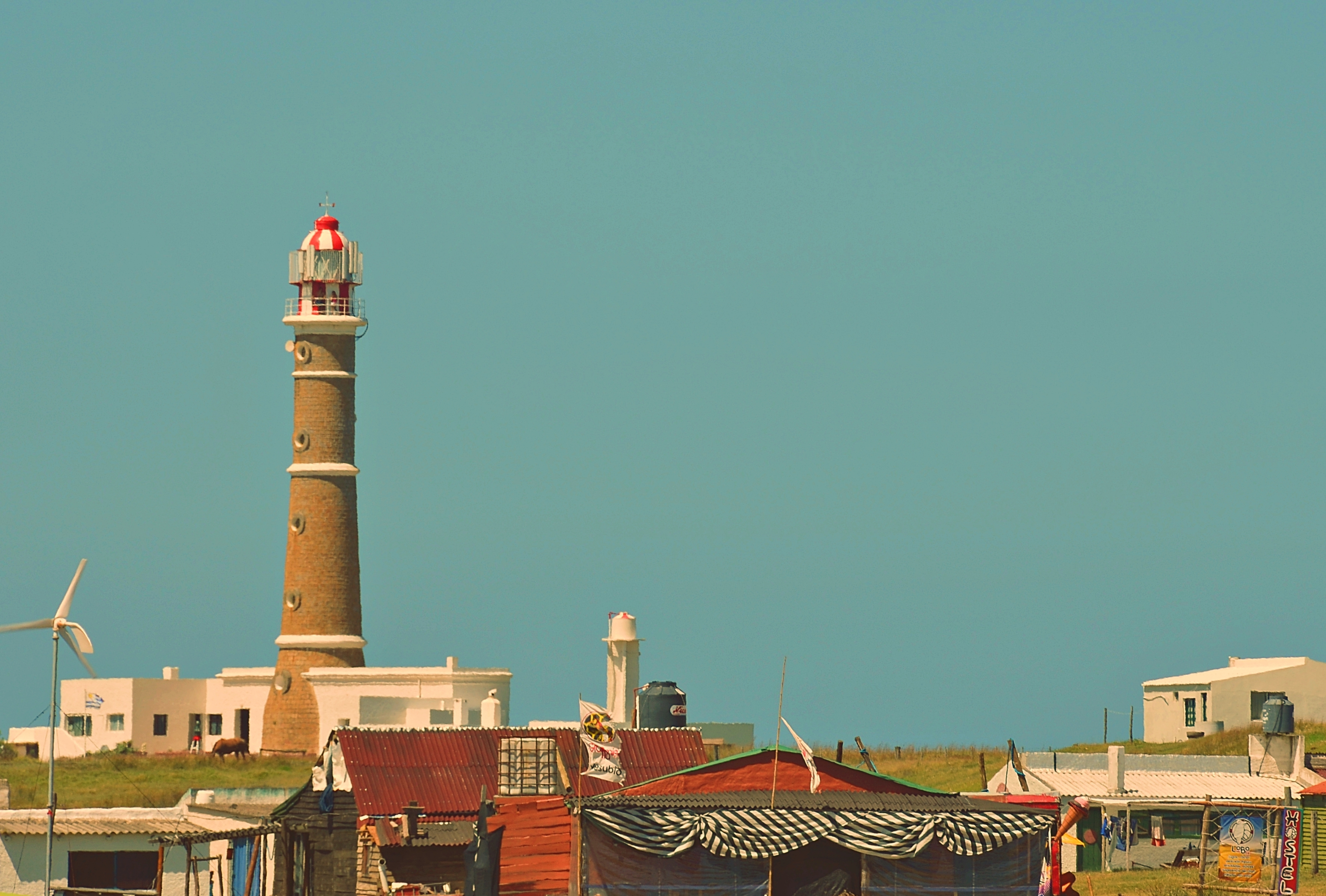
Cabo Polonio

### Aguas Dulces
Aguas Dulces está ubicado en el kilómetro 277,500 de la ruta 10, Juan Díaz de Solís. El ritmo del balneario está marcado por las pacientes caminatas en la arena o entre sus estrechas callejuelas, por la búsqueda de berberechos a orillas del mar, por el tiempo de cocinar con las perdidas recetas de la abuela o por las amistosas ruedas de mate a la tarde. Nada de esto impide la, cada vez más creciente, movida nocturna que ofrecen sus boliches.
Aguas Dulces es un pueblito que sobrevivió a los continuos embates de los temporales, sus construcciones conservan su carácter pintoresco, su calle principal sigue la línea del mar. Es un lugar indicado para descansar, disfrutar y relajarse.

### Punta del Diablo
El Balneario Punta del Diablo era en sus orígenes un pequeño pueblo de pescadores. Ubicado en la costa del departamento de Rocha. La distancia que lo separa de Montevideo es de 298 km.
Sus playas, enmarcadas en tres puntas rocosas que conforman el "tridente", ocupan alrededor de 10 km de costa.

Su población permanente es de 823 habitantes, en su mayoría pescadores y artesanos. En verano se transforma en unos de los principales balnearios uruguayos recibiendo gran afluencia de turistas argentinos, brasileños y europeos. El principal atractivo de este balneario es el recorrido gastronómico que se puede hacer por la calle principal, el pescado y los frutos del mar conforman gran parte de la gastronomía de la zona. 

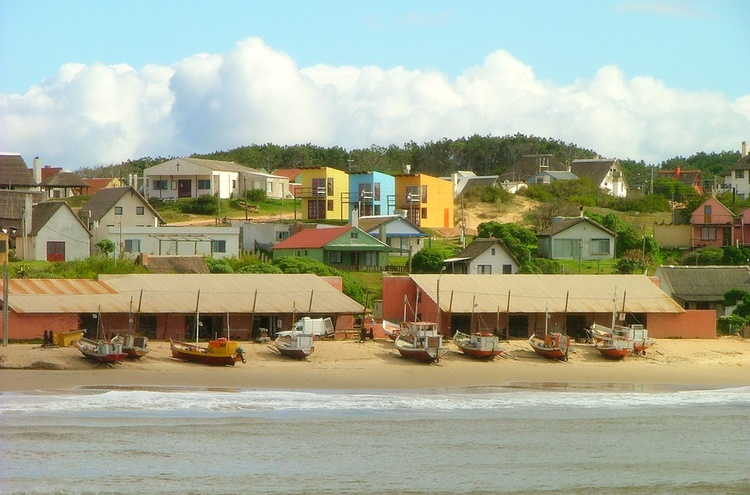
Costa de Punta del Diablo.

### La Coronilla y Santa Teresa
La Coronilla es un lugar donde se vive una gran tranquilidad. A través de sus extensas playas de finísimas arenas se puede percibir la paz de la naturaleza.

Los aficionados a la observación de fauna marina y a la pesca deportiva, encuentran en este sitio muchas posibilidades de realización. Es posible observar ballenas francas, delfines o tortugas marinas desde los observatorios del Cerro Verde, así como también se puede disfrutar de uno de los mejores pesqueros naturales del mundo.
Santa Teresa es un parque controlado por ejercito nacional que funciona, entre otras cosas, como camping y balneario. Durante la temporada de verano los campistas pueden disfrutar de un camping con o sin servicios de agua y luz (a elección de cada quien), para los campistas y los visitantes por el día el parque cuenta con diversos baños públicos. Fuera de la temporada se pueden alquilar cabañas en las diferentes playas del parque o visitar el sobárcalo, el invernadero, la pajarera o la Fortaleza, un monumento histórico nacional. El balneario que esta dentro del parque cuenta con 5 playas: (de Oeste a Este) la Playa Grande, la Playa del Barco, Cerro Chato, Las Achiras (playa de olas muy bravas y corrientes impredecibles) y La Moza (que es la plaza mas concurrida y preferida por los surfistas por sus buenas olas).

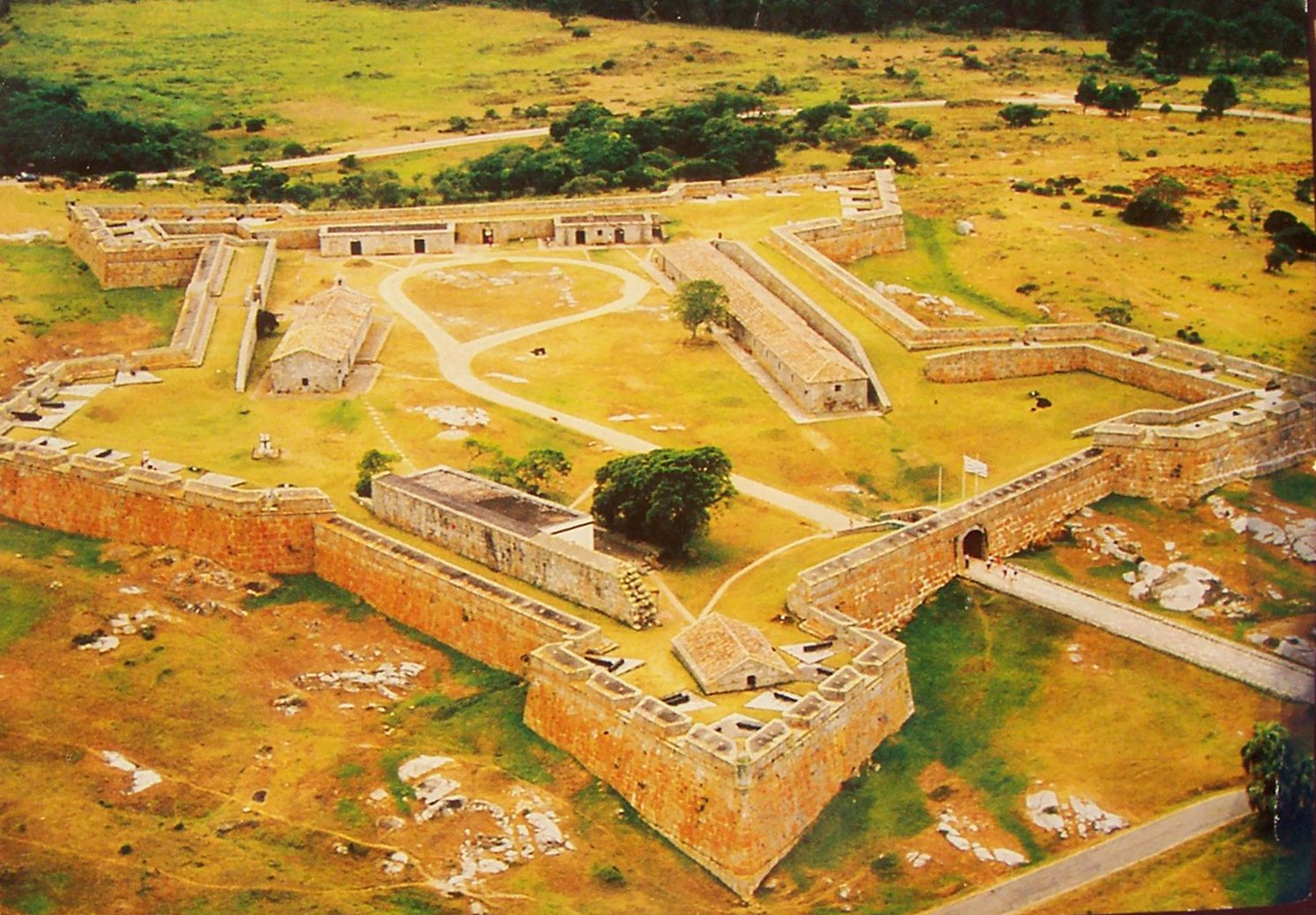
Fortaleza de Sta. Teresa

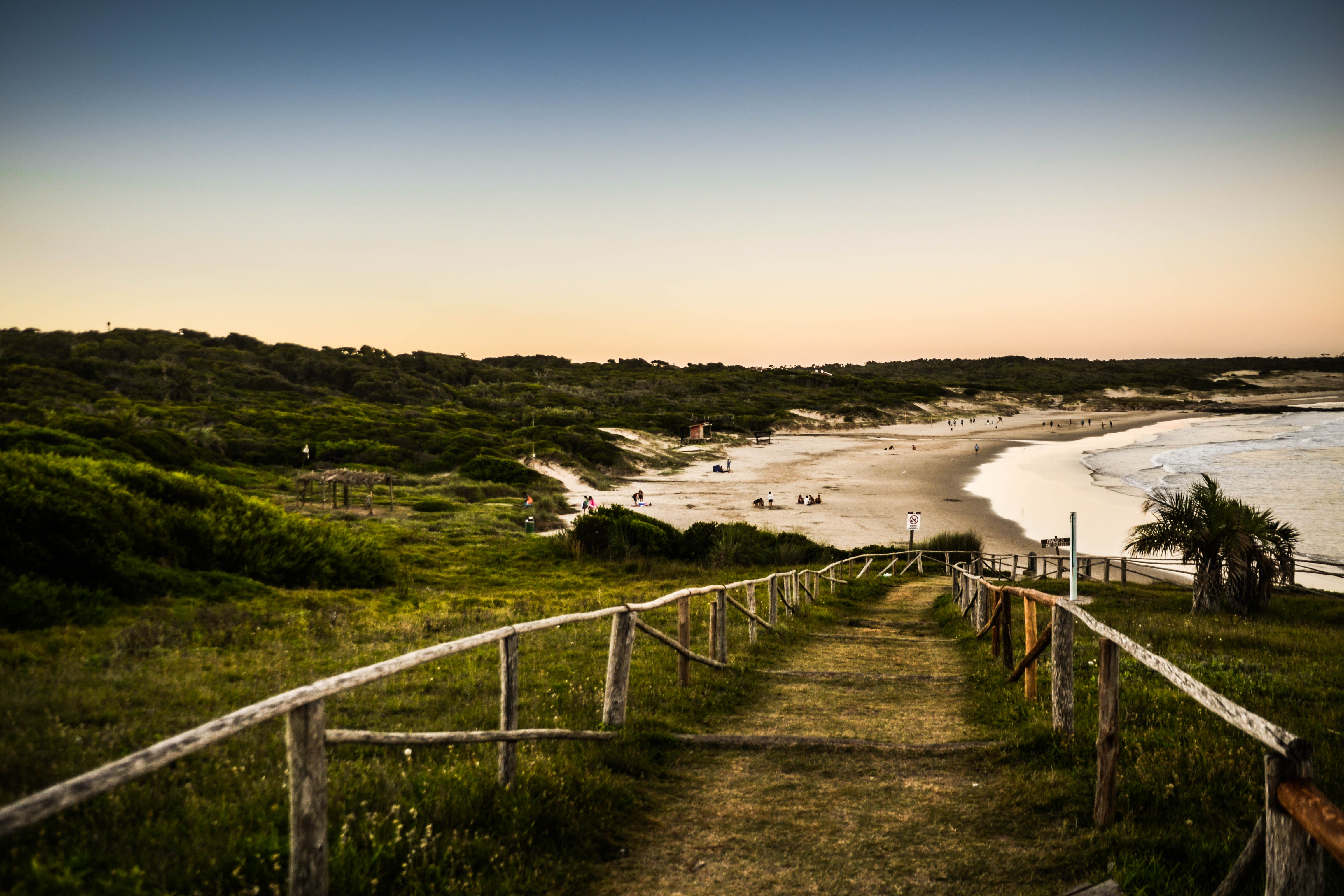
Playa La Moza, Sta. Teresa

### Barra del Chuy y Chuy
Por su cercanía a algunas zonas de gran interés como el Fortaleza de Santa Teresa y el Chuy, y por la presencia de algunas bellezas de la naturaleza como los bañados y lagunas, la Barra del Chuy es un sitio de preferencia. A tan sólo 14 km de la ciudad de Chuy, se encuentra este balneario oceánico de extensas playas a mar abierto y enormes dunas de arena sobre la costa.
La extensión de sus playas es ideal para realizar largas caminatas. También los aficionados a los frutos del mar pueden buscar almejas en la arena. Es muy común observar a los pescadores que se reúnen en las barandas del puente que une al balneario con Barra del Chuí. Estas actividades son atractivas para toda la familia que encuentran en este sitio un lugar tranquilo, seguro y un entorno totalmente natural: lo que lo vuelve una combinación perfecta para las vacaciones.
En el la ciudad del Chuy, la más oriental del país, se pueden encentran diversos servicios que cubren a gran parte de la población cercana. Además, en la calle principal, que separa Brasil y Uruguay, podemos encontrar diversos free-shops, donde se aplican descuentos para artículos importados. 

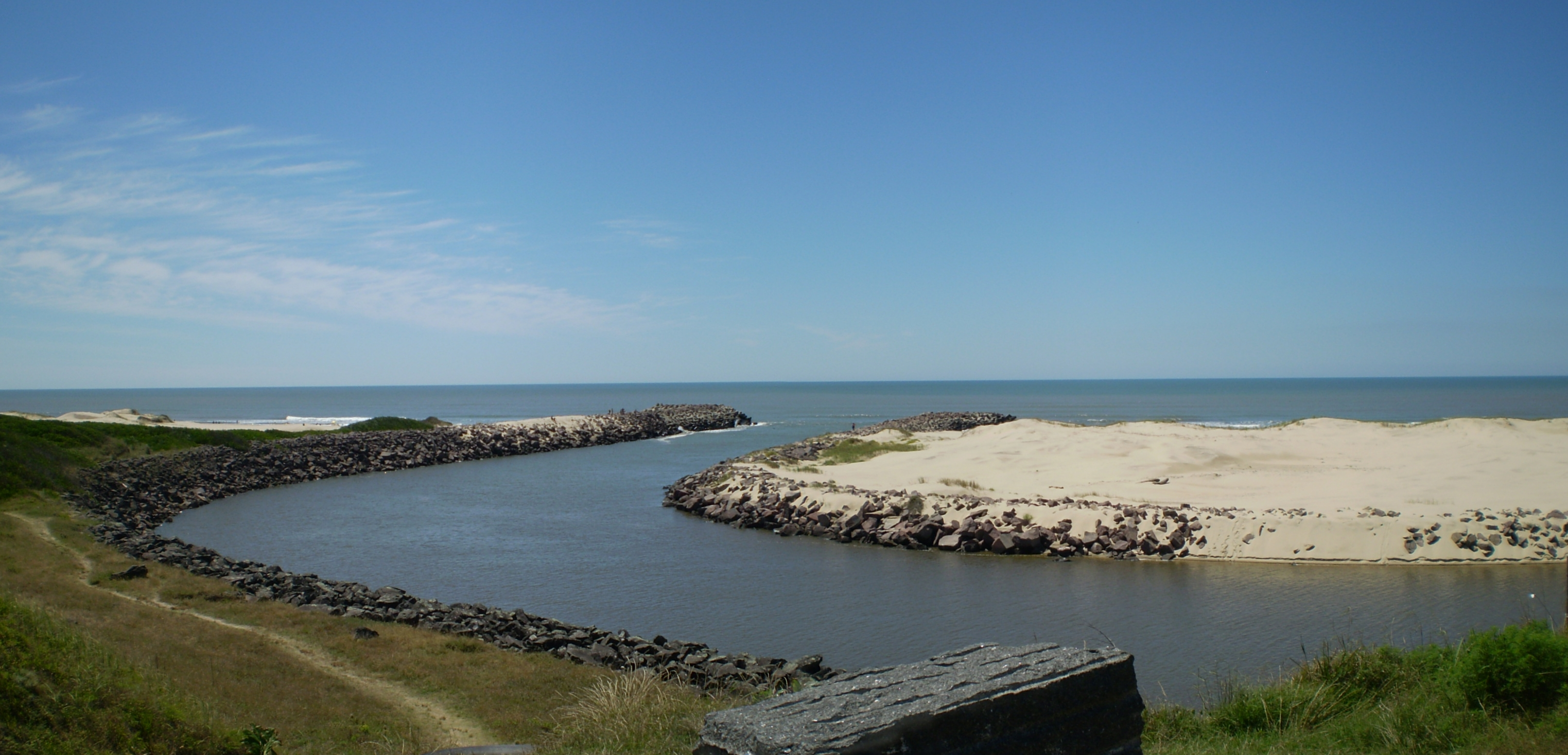
Barra del Chuy

## Canelones
El departamento de Canelones se destaca principalmente en su cultura rural y en sus playas. Las playas de Canelones no son tan importantes como las de Maldonado o las de Rocha, pero están mas cerca de la capital, por lo que son preferidas por muchas personas que quieren disfrutar una playa tranquila cerca de Montevideo. Por otro lado, lejos de la costa, podemos encontrar turismo rural, como viñedos turísticas, estancias y demás.

### Costa de Oro

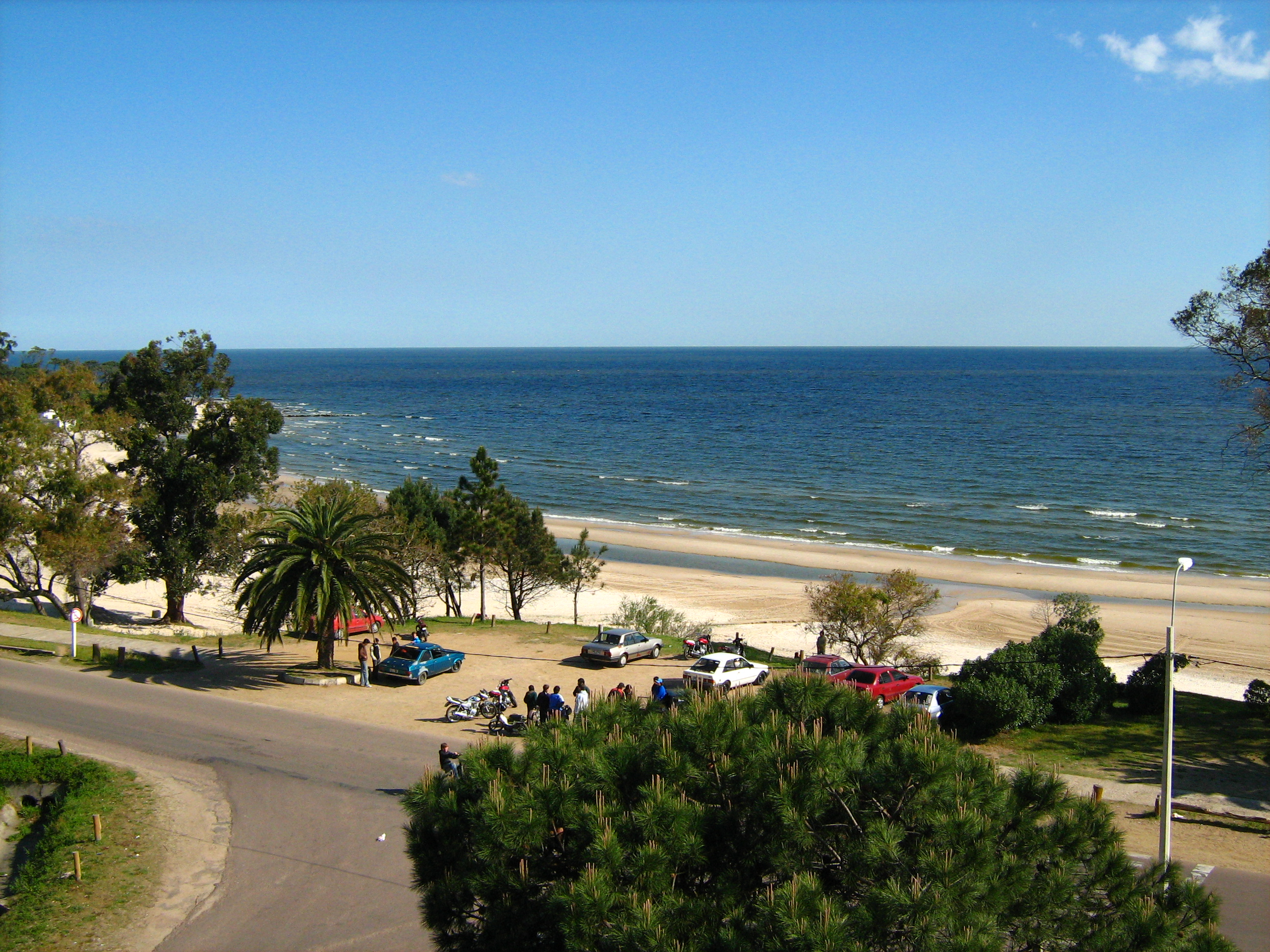
Playa Mansa, Atlántida

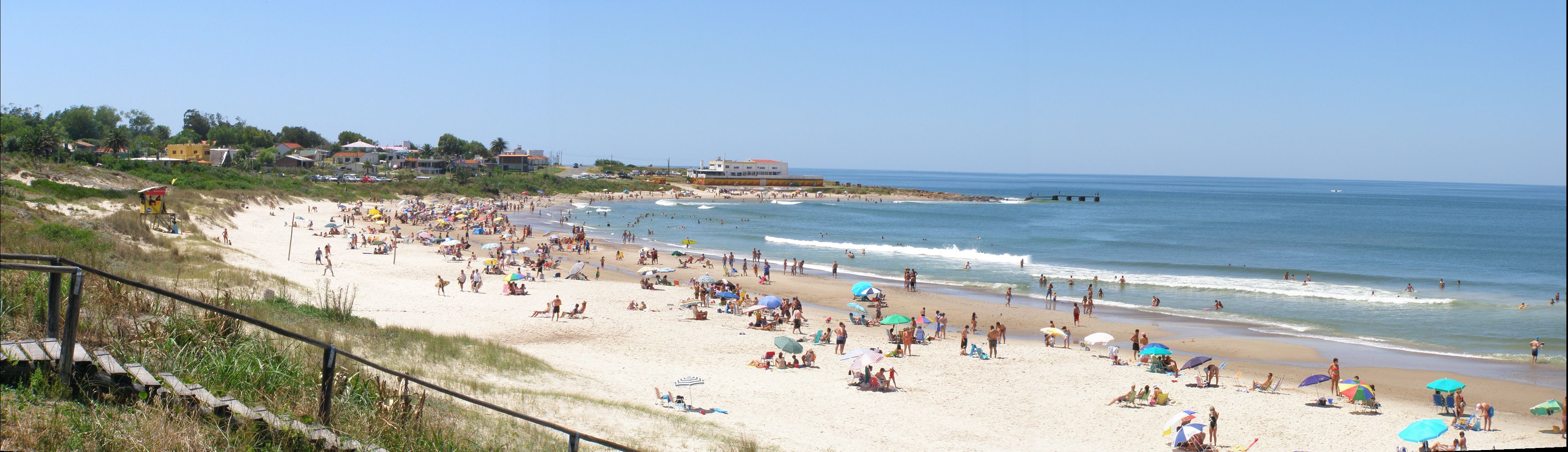
Cuchilla Alta, Balneario de Canelones

A minutos de Montevideo, en la franja costera de Uruguay comprendida entre el arroyo Pando y el arroyo Solís Grande se encuentra la zona denominada Costa de Oro, abarcando 47 kilómetros de playas y balnearios. Una de las playas más importantes de esta franja costera es Atlántida, llamada la "capital turística de la Costa de Oro", allí se concentra la mayoría de la actividad nocturna de la zona, además de contar con varios servicios y dos playas: la Mansa, tranquila y especial para las familias; y la Brava, una de las playas mas visitas por surfistas debido a sus fuertes olas. Otros balnearios que forman la Costa de Oro son: Salinas, Floresta o Parque del Plata.

## Colonia
El departamento de Colonia se destaca gracias a su patrimonio histórico y cultural. Las localidades más importantes de Colonia son: Colonia del Sacramento, Nueva Helvecia, Carmelo, Colonia Valdense, Nueva Palmira, entre otros.

### Colonia del Sacramento

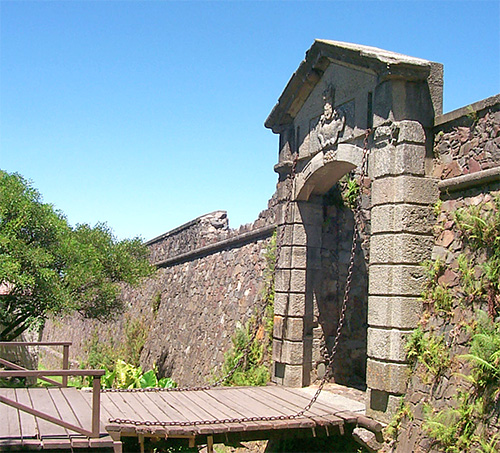
Muralla de Colonia del Sacramento.

Colonia del Sacramento es la capital del departamento de Colonia. Ubicada a pocos kilómetros al sudeste de la confluencia del río Uruguay y el Río de la Plata, su barrio histórico ha sido declarado Patrimonio de la Humanidad en 1995, al ilustrar la fusión exitosa de los estilos portugués, español y post-colonial. Por su proximidad con la ciudad de Buenos Aires tiene fuerte vínculo con ella. Son numerosos los viajeros que llegan y parten con ese destino, y también los habitantes de Buenos Aires que tienen propiedades en ella. Existió un proyecto para unir ambas ciudades a través de un puente binacional. 
La singular preservación del entorno ha permitido la utilización de sus calles como exteriores de varias películas de época, como De eso no se habla (1993) de María Luisa Bemberg, con Marcello Mastroianni como protagonista.  La Calle de los Suspiros es una de las más típicas y conocidas.

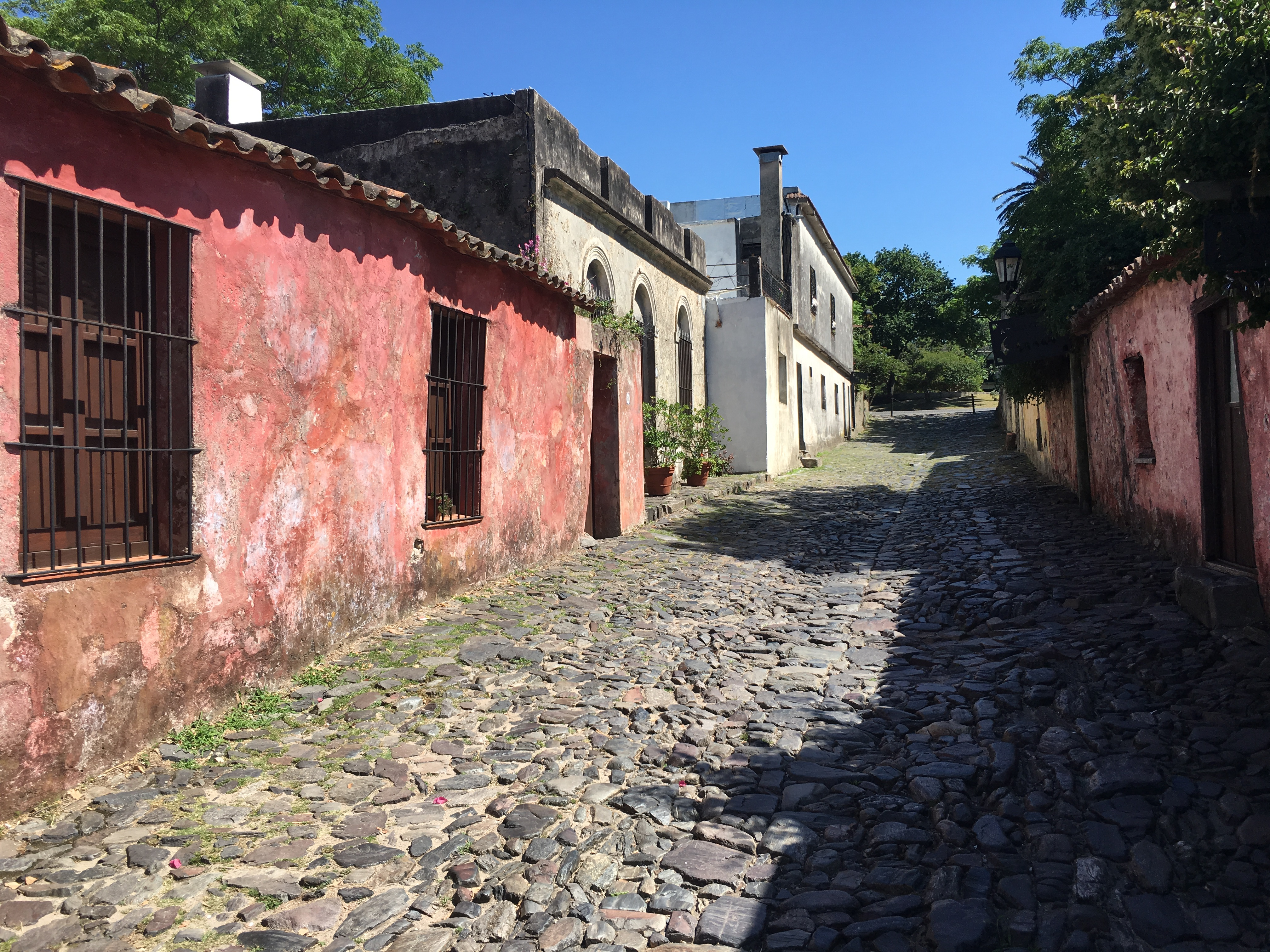
Calle de los Suspiros, Colonia del Sacramento

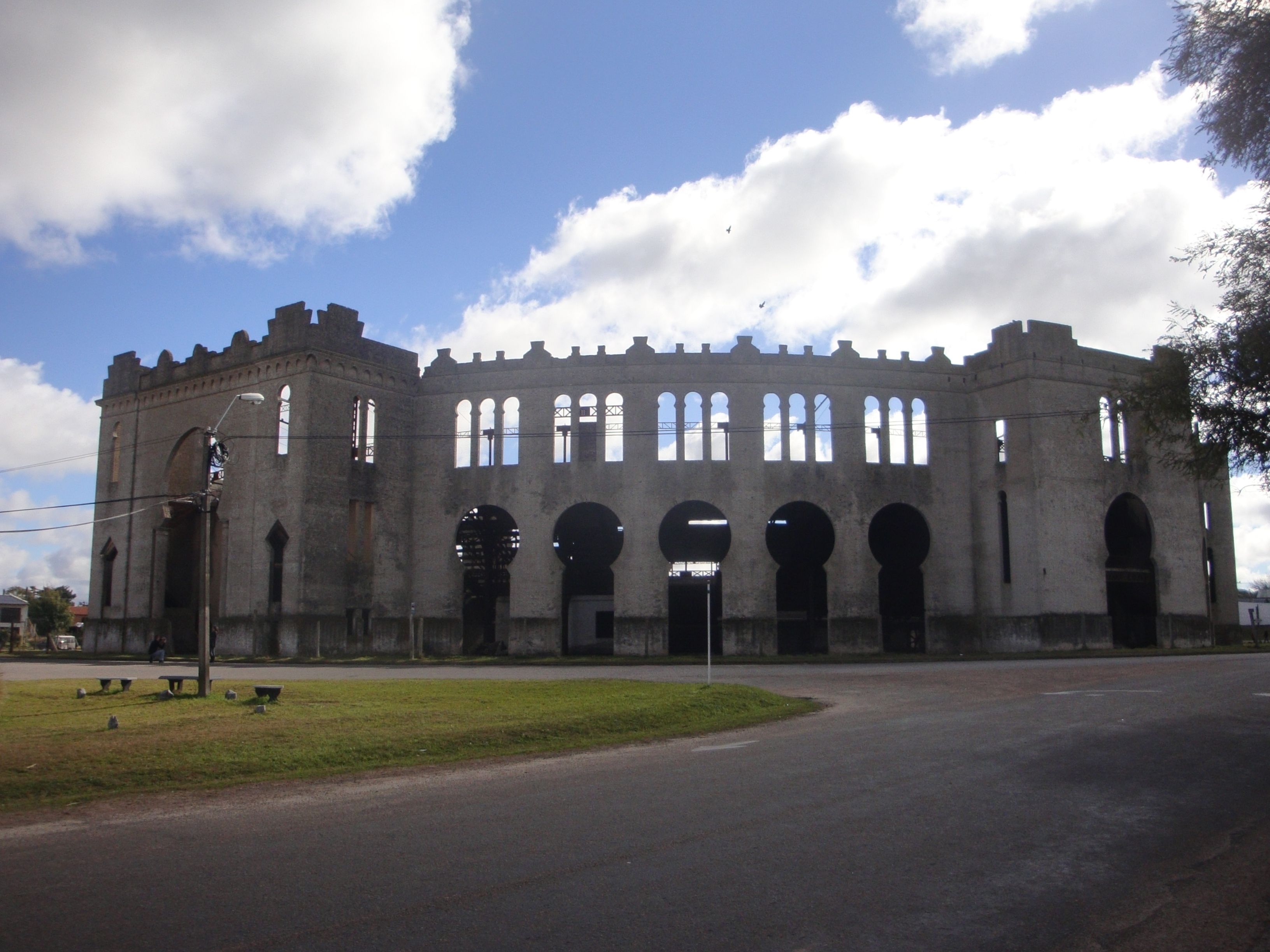
Plaza de Toros Real de San Carlos

A las afueras de Colonia del Sacramento podemos encontrarnos con la plaza Real de San Carlos, en ese lugar es desde donde las tropas españolas pusieron sitio a la plaza fuerte portuguesa en 1761. En 1910 se construyó la plaza de toros Real de San Carlos y fue declarada patrimonio nacional. Se prohibieron las corridas de toros en Uruguay y la plaza estaba en peligro de derrumbe, por lo que estuvo mucho tiempo cerrada. En el año 2022 se reabrió como centro turístico y de espectáculos, con espacio para 2.500 espectadores en las gradas y más de 2.000 en el ruedo.
Otro lugar turístico e histórico de Colonia es la Calera de las Huérfanas, situada poco antes de la entrada a la ciudad de Carmelo, restos de la Estancia Jesuítica de Belén.

## Lavalleja
Lavalleja es uno de los departamentos del país con más variaciones paisajísticas, pero se lo reconoce por ser el centro del turismo serrano de Uruguay. El paisaje se extiende a lo largo de la Cuchilla Grande y sus ramales que están rodeados de ríos, arroyos, cañadas y cascadas de agua. 
Un gran polo turístico del departamento es Villa Serrana, conocida como "La Villa" y producto de una planificación urbanística del Arq. Julio Vilamajó. Allí se podrá visitar el Mesón de las Cañas, el Ventorrillo de la Buena Vista, la Represa Stewart Vargas y agregando la gran oferta de alquileres de cabañas.
Encontramos además lugares imperdibles de Lavalleja como son el Parque Salus con su Fuente del Puma, el gran Salto de agua del Penitente, el Parque de Vacaciones de UTE y ANTEL, el Camping Arequita con su gran variedad de comodidades, la Laguna y Cerro de los Cuervos, el Camping y Represa Aguas Blancas, maravillosos Templos Budistas, mina s de oro, el asombroso Cerro Arequita con sus grandes grutas, el Cerro y Santuario Verdún, las estancias turísticas (La Calaguala, La Fortaleza, Águila Blanca, La Salamora, etc), el antiguo Castillo Batlle, el misterioso Hilo de la Vida, el Complejo Entre Sierras; y muchos lugares atractivos que no estás nombrados.

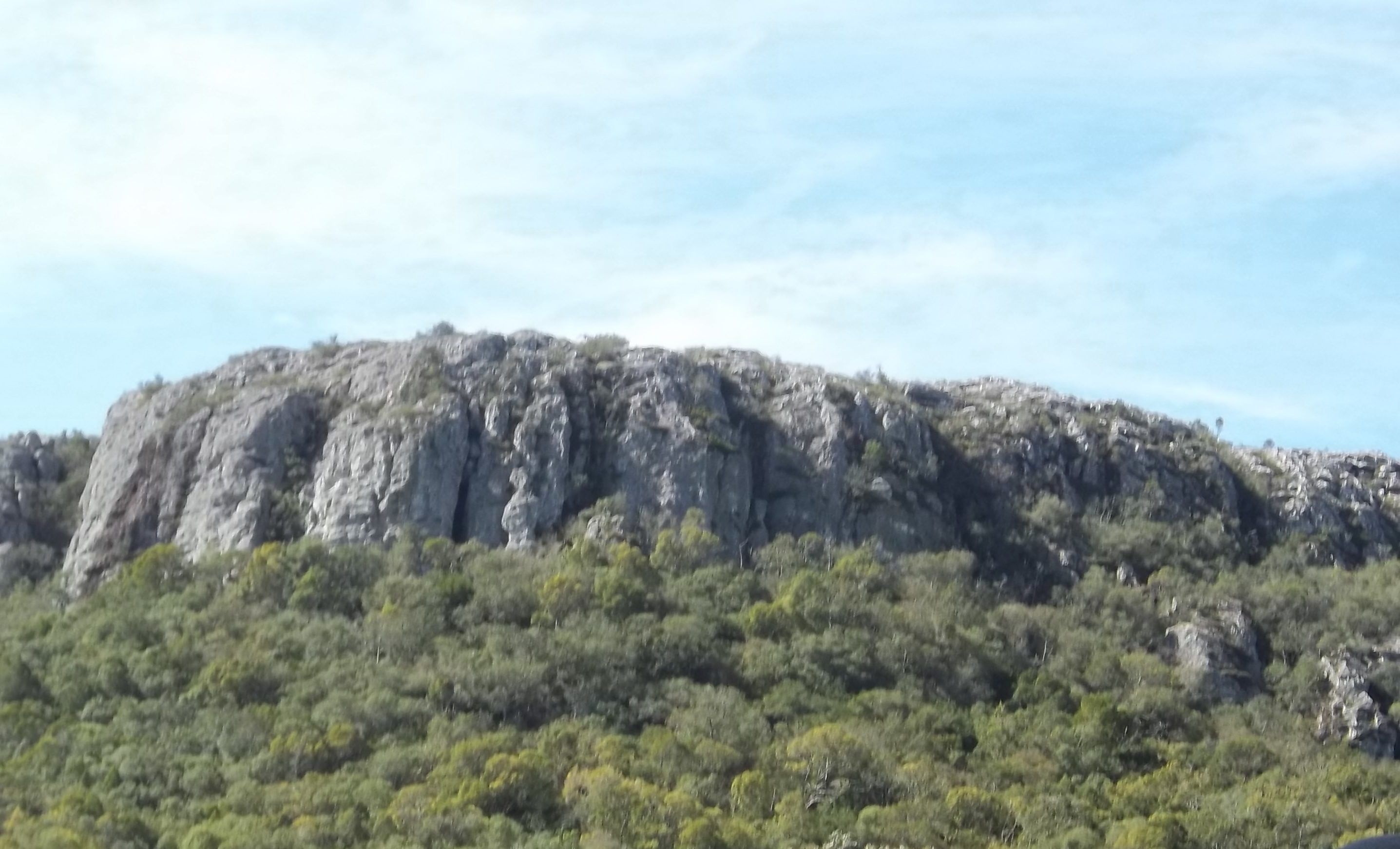
Cerro Arequita, allí se realizan actividades de escalada y tirolesa, además de subir el cerro a pié.

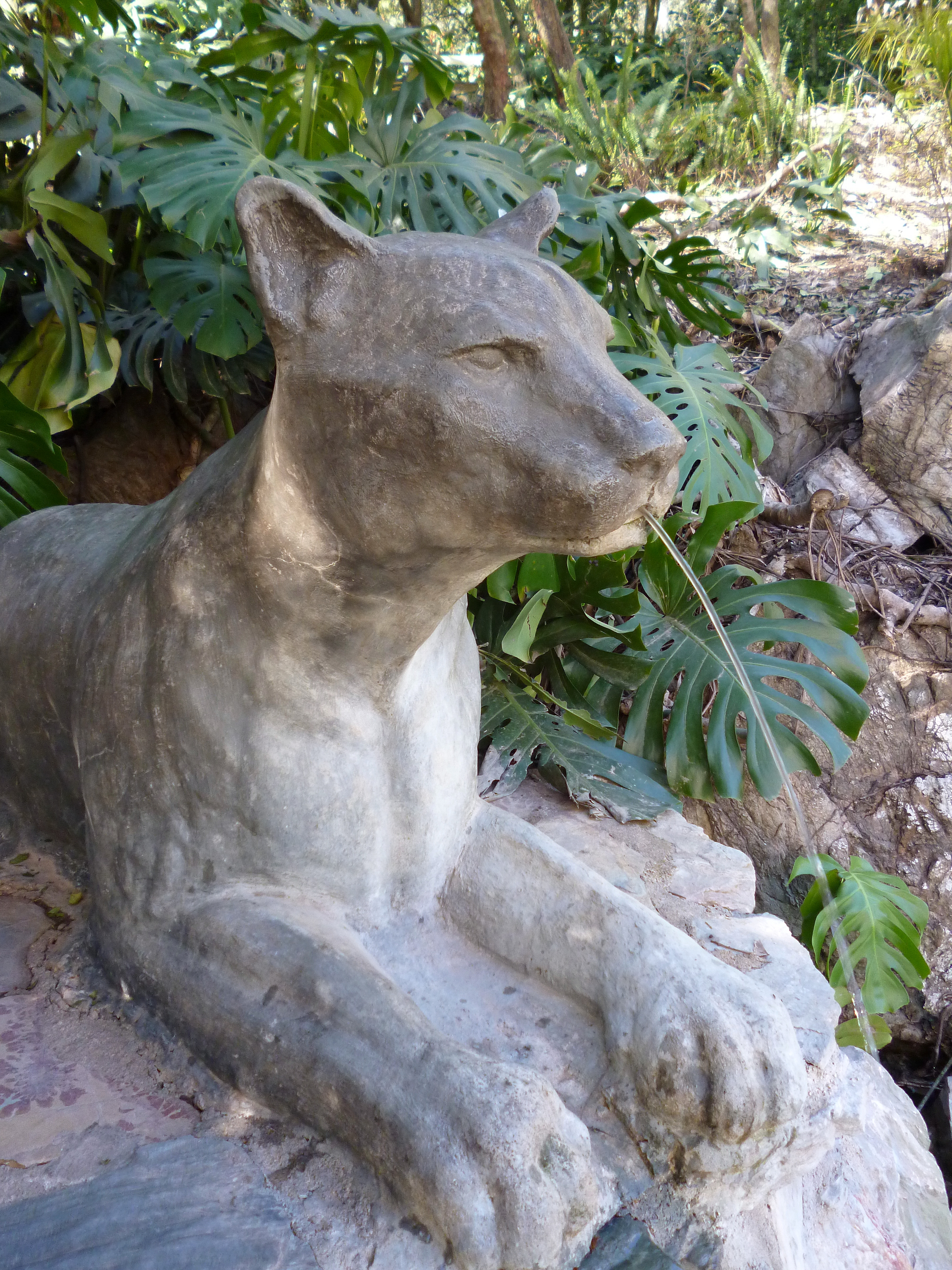
Puma del Parque Salus

Sin lugar a dudas, su capital Minas es un hilo muy importante del turismo lavallejino. Dentro de la malla urbana de la ciudad encontramos el Teatro Lavalleja son su gran sala y su museo de la historieta (único en Sudamérica), el Parque Rodó con su gran variedad de comodidades, el Parque y Represa de OSE con los grandes predios verdes, el Parque Zorrilla, el Parque Fabini, la Rambla Esther Moré, la maravillosa e histórica Plaza Libertad, la Casa de la Cultura en donde se mantiene la casa natal de Juan Antonio Lavalleja y además cuenta con muchos museos, el Parque y Cerro Artigas con la estatua ecuestre más grande del mundo en honor a José Gervasio Artigas, la Catedral de la Inmaculada Concepción de Minas y otras atracciones.

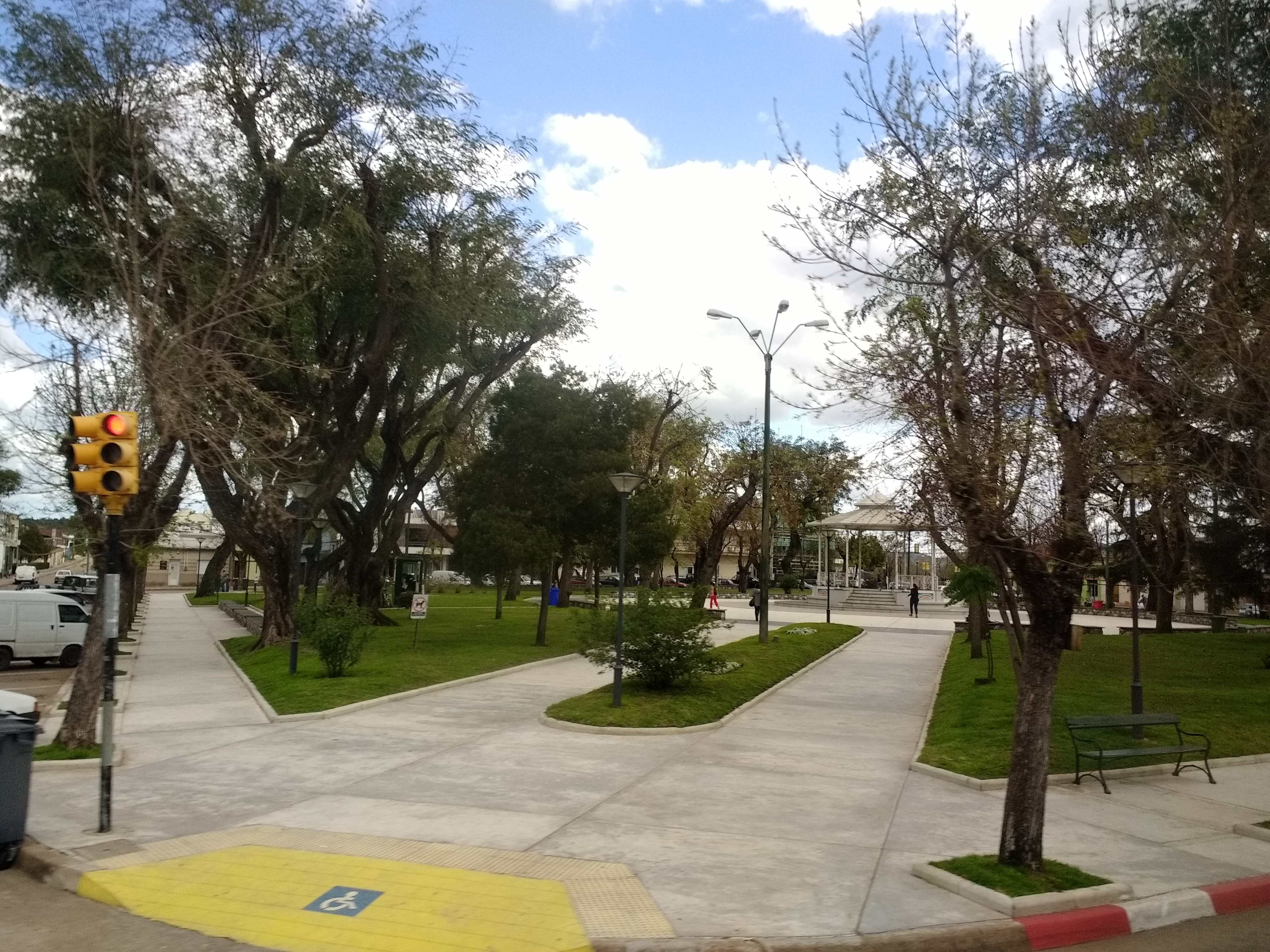
Plaza Rivera, Minas

## Salto

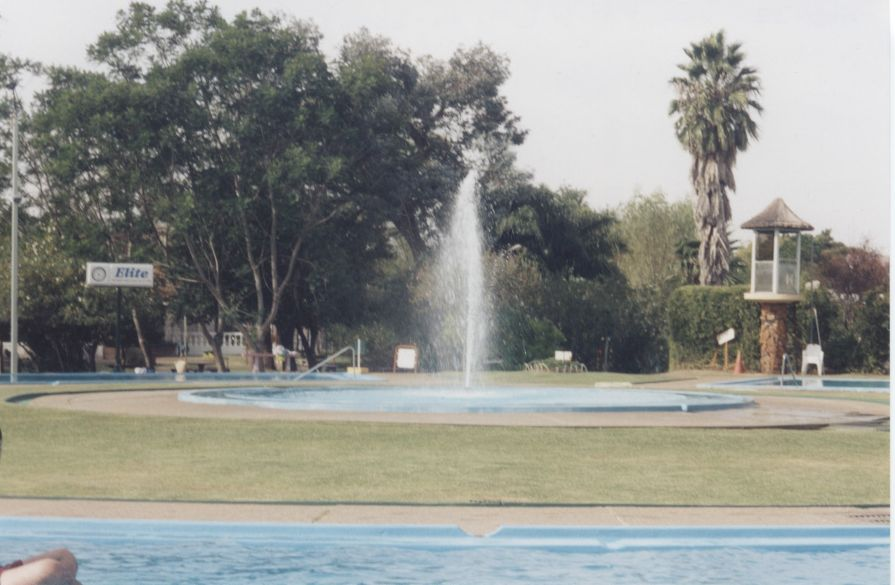
Termas del Daymán

El departamento de Salto se encuentra a 500 km de Montevideo; el mismo cuenta con varios complejos de aguas Termales, su principal atractivo junto a las actividades en el Río Uruguay.

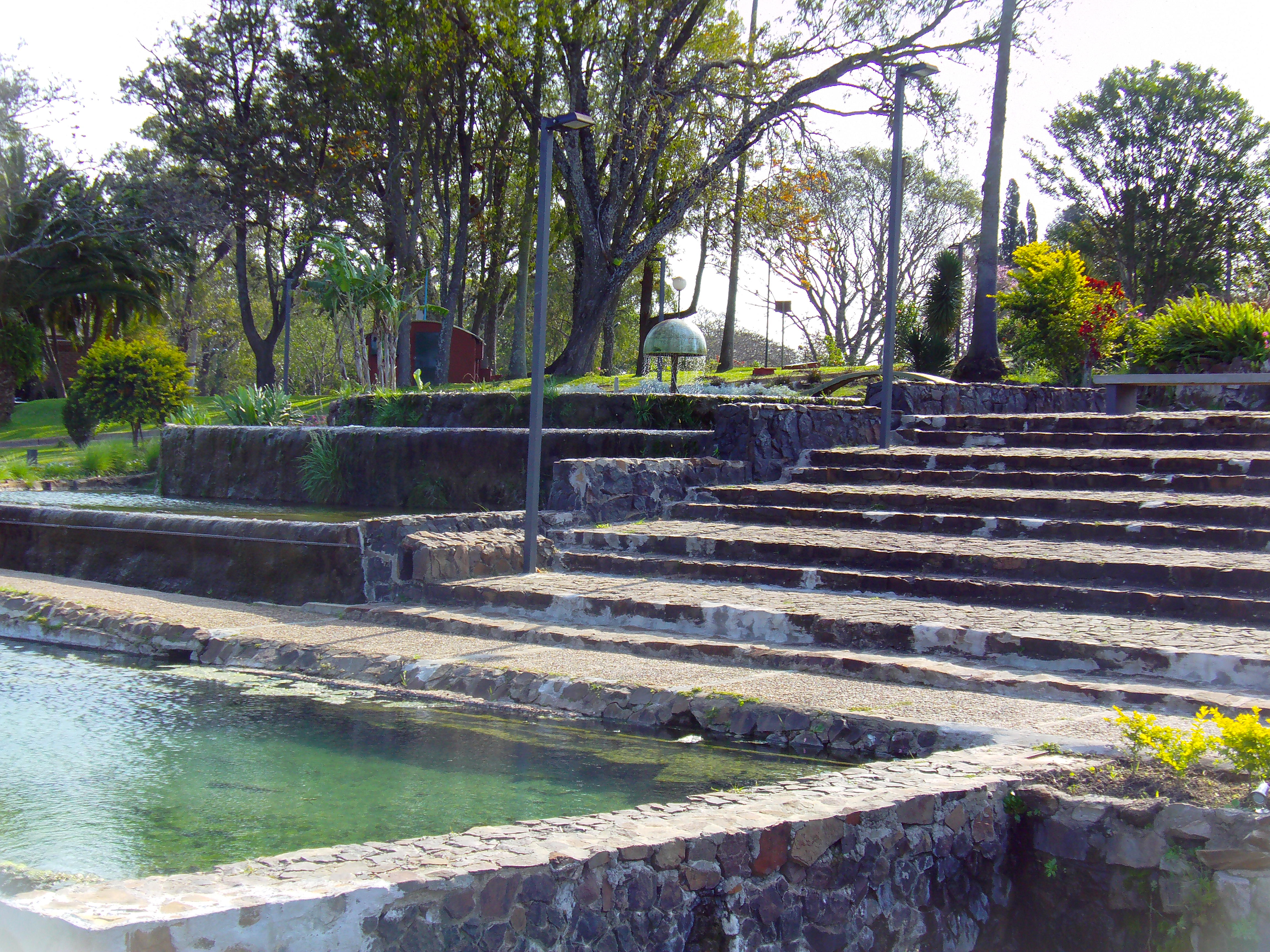
Termas de Arapey

El complejo termal más importante es el de Daymán, a 7 km de la ciudad de Salto, el cual es público pero tiene varias opciones privadas. A 10 km de dicha ciudad esta el Hotel Horacio Quiroga (de 5 estrellas) que también cuenta con parque acuático termal. Yendo por la Ruta 5 y a 70 km se encuentra Arapey, el complejo de aguas termales mas antiguo del país, el cual tiene un sector público y un sector privado con un hotel de 5 estrellas.
La ciudad de Salto es una de las más pobladas del país, cuenta con puerto al Río Uruguay y diversos servicios y comercios en el centro. Además se pueden ver varias obras del reconocido ingeniero Uruguayo Eladio Dieste.

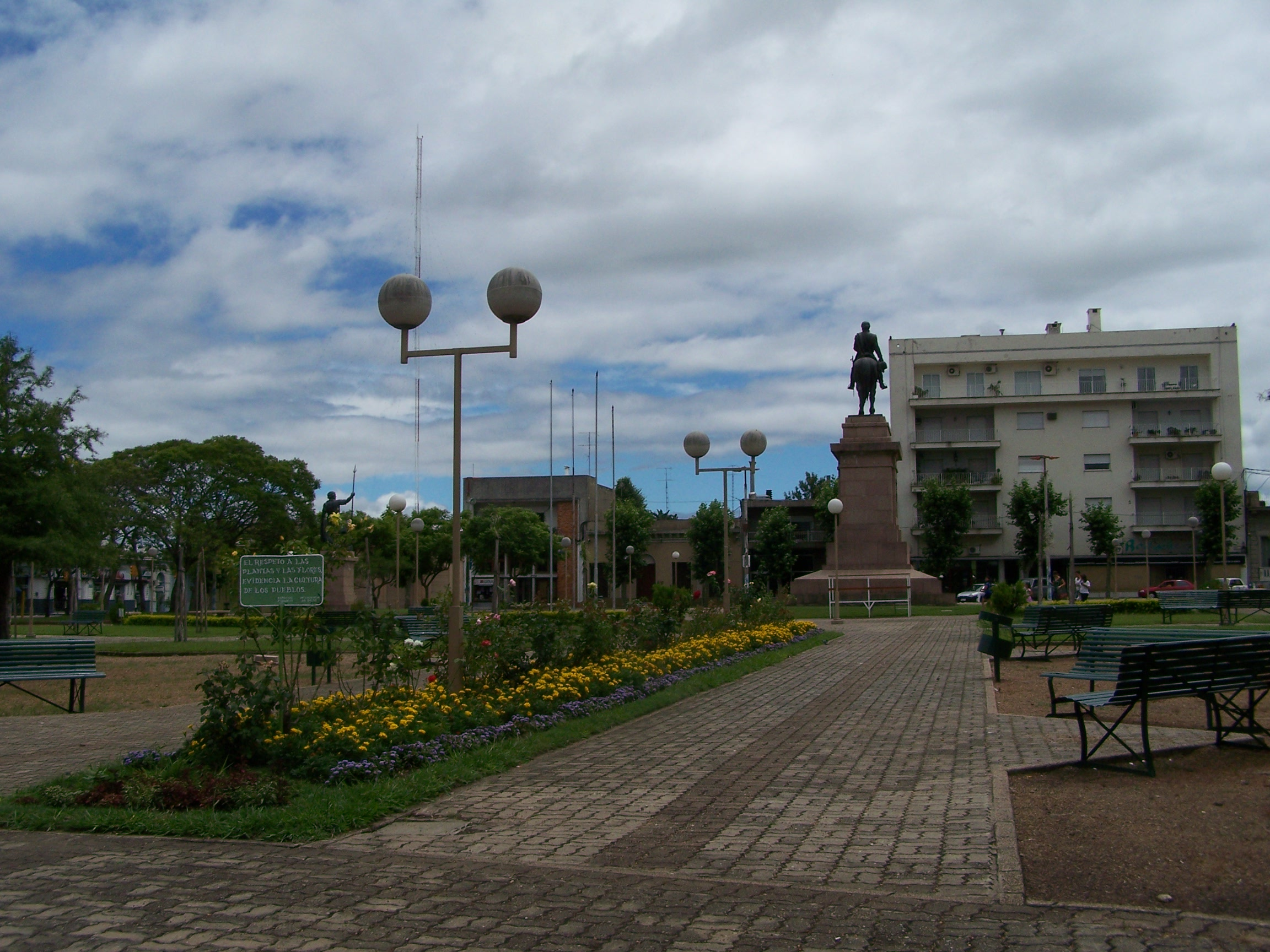
Plaza Artigas, Salto

## Paysandú
En pleno litoral uruguayo, a orillas del Río Uruguay, el departamento de Paysandú es una tierra arraigada a la tradición y al patrimonio arquitectónico del país, a las festividades y eventos deportivos, generosa en manjares donde se mezcla la pesca de río con los aromas cítricos y los perfumes de las plantaciones de arándanos. También en esta tierra emanan aguas termales que se transforman en diversión y calidad de vida, y que se pueden vivir a pleno en sus centros termales, atendidos por personal que recibe y atiende al turista con la mayor calidez y calidad humana.
El Centro Termal Guaviyú cuenta con 4 piscinas circulares y 4 piscinas con chorros para hidromasajes, con agua directa de la fuente, en un entorno natural ideal para disfrutar en familia. El centro termal Almirón , enmarcado en un paisaje de colinas onduladas, pequeños bosques destinados a la práctica de ecoturismo y arroyos para disfrutar de la pesca o el turismo aventura. De origen marino, estas termas son las únicas de agua salada existentes en el país, y poseen importantes propiedades curativas y de relajación.
En Paysandú se realiza cada año la Fiesta de la Cerveza, en el marco de la Semana de Turismo o Semana Santa.

## Artigas

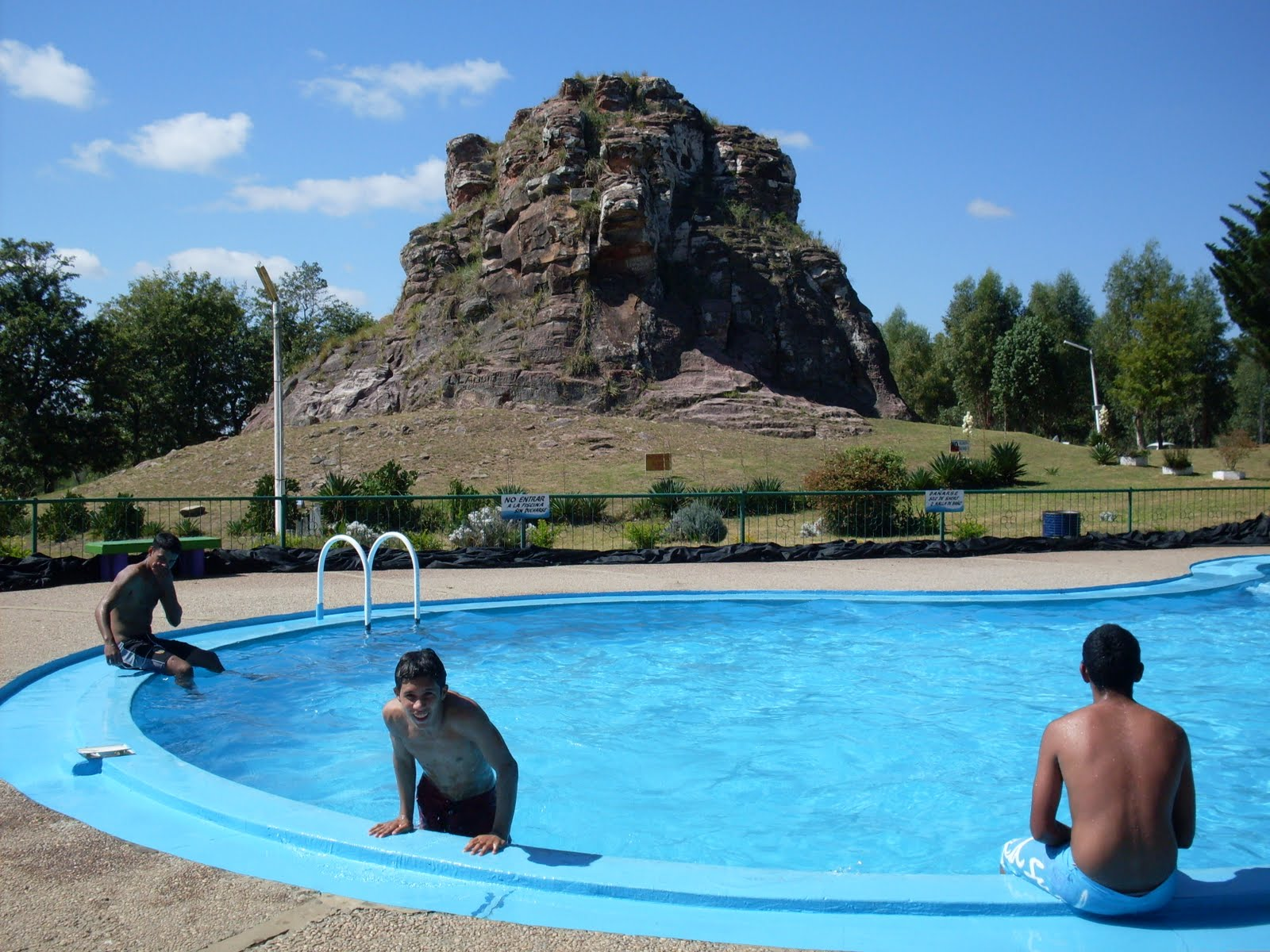
Piedra Pintada

Artigas cuenta con varios atractivos turísticos de los cuales destacan: la Piedra Pintada con piscinas, zona de camping y su reserva de fauna autóctona a 18 km de la capital; el parque sobre el río Cuareim denominado "Paseo 7 de Septiembre" donde se encuentra el Estadio Matías González, también con zona de camping y parrilladas; en Bella Unión podemos encuentrar: la Barra, el Parque General Rivera, y el balneario Los Pinos sobre el río Uruguay.
Mención especial merece el Carnaval de Artigas, el cual destaca por sobre otros carnavales del Uruguay, debido al vínculo con el Samba Brasileño, contagiándose de su ritmo, color y diversión. Entre 20 a 30 mil personas concurren a presenciarlo cada año, siendo el pilar en atracción turística del departamento.
Otro punto de futura atracción turística son sus aguas termales, las cuales hasta la fecha no han sido explotadas comercialmente, pero presentan gran potencial debido a la triple frontera: Uruguay, Brasil y Argentina.

## Tacuarembó y Rivera

### Tacuarembó
Al norte del país, se encuentra el departamento más extendido del Uruguay. En el mismo, se destacan el Balneario Iporá y Valle Edén, muy cerca de la ciudad de Tacuarembó, y San Gregorio de Polanco, con sus murales, realizados por algunos de los más importantes artistas plásticos uruguayos, y su playa de arena fina sobre costas del lago artificial Rincón de Bonete. Valle Edén concita un atractivo especial de visitantes en busca de la casa natal de Carlos Gardel.

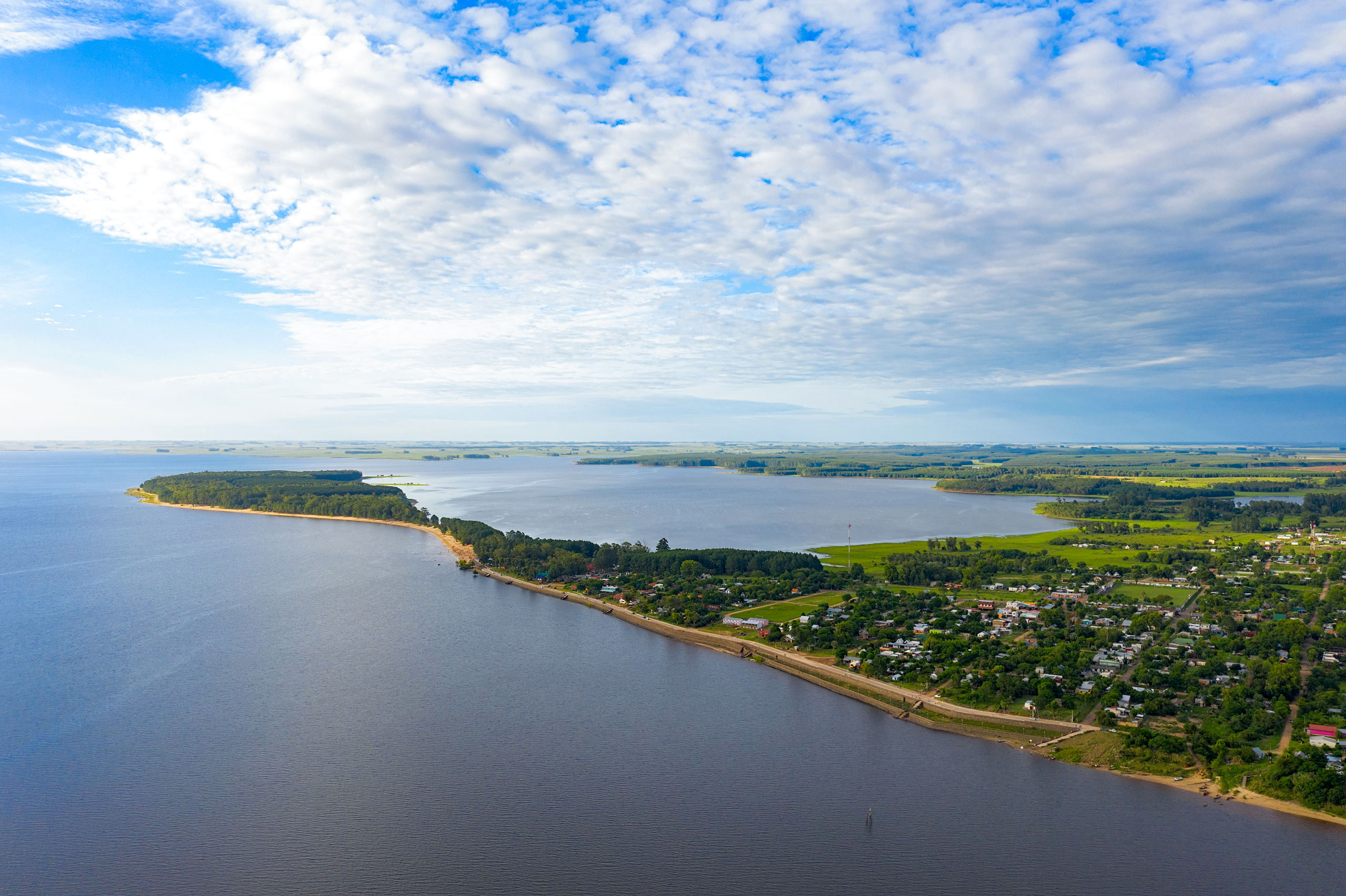
San Gregorio de Polanco

### Rivera
Rivera está ubicado al norte del Uruguay, es un departamento que está en un gran auge comercial, su principal fuente de turismo es el turismo de compras, basado en los free shops, actualmente existen aproximadamente 70 free shops en la ciudad y en 2012 abrió sus puertas el primer centro comercial de la frontera, el Siñeriz. Hay otros dos más proyectados. También existe ecoturismo, gracias a que cuenta con el Lunarejo, que recientemente fue nombrada Área Protegida.

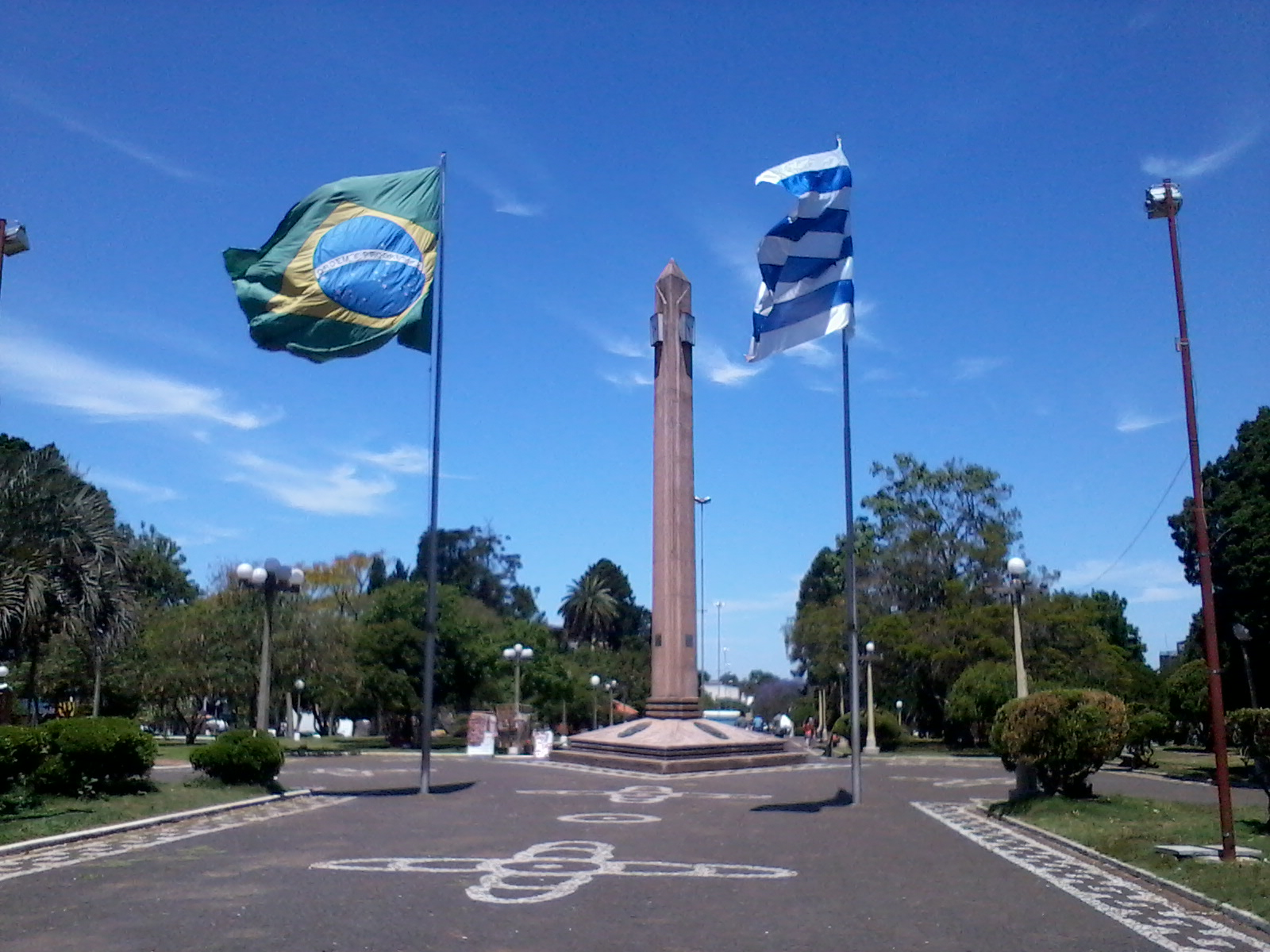
Frontera Uruguay-Brasil, Rivera

## Durazno

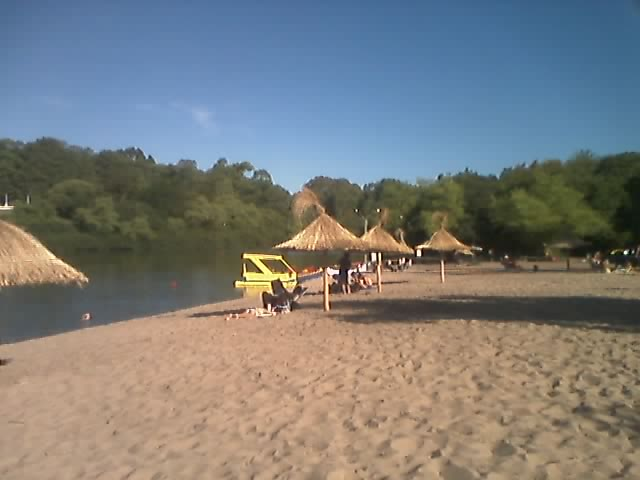
Playa El Sauzal.

El departamento está ubicado en el centro del país. Limita con los departamentos de Flores, Florida, Río Negro, Tacuarembó, Cerro Largo y Treinta y Tres. 
El turismo en el departamento ofrece diversas vetas: actividades artísticas culturales masivas (como el Pilsen Rock, Festival de folclore, Llamadas, Movida tropical, etc.), turismo de camping y playa sobre el río Yí, turismo de estancias y turismo en relación con el patrimonio histórico, arquitectónico o de otro tipo. Estas vetas se complementan ya que, por ejemplo, los visitantes que llegan al Pilsen Rock o al festival de folclore suelen concurrir también al camping y/o a la playa.
El Camping mencionado lleva por nombre "33 Orientales", está situado en playa El Sauzal a orillas del río Yí, y cuenta con un tupido monte autóctono.
Desde el punto de vista del turismo patrimonial se destacan las pinturas rupestres cercanas a los arroyos Maestre Campo y Chamangá y la capilla de Farruco, una de las construcciones coloniales más antiguas del Uruguay.

## Flores, Florida y San José
Flores, Florida y San José son departamentos mayormente rurales, pero con algunos puntos turísticos interesantes. 

### Flores
En Flores podemos encontrar la pequeña ciudad capital llamada Trinidad, con servicios para la población, pero el lugar turístico más importante son las Grutas del Palacio, un geoparque natural que pertenece a la red global de geoparques UNESCO. En un área de unos 3.600 kilómetros cuadrados, alberga 14 geositios y 12 sitios de interés. Toma su nombre de la peculiar formación geológica que dibuja cavernas conformadas por minerales de hierro, sostenidas por un centenar de estructuras con forma de columnas, muy resistentes a la erosión y al paso del tiempo. Su antigüedad data de 55 millones de años.

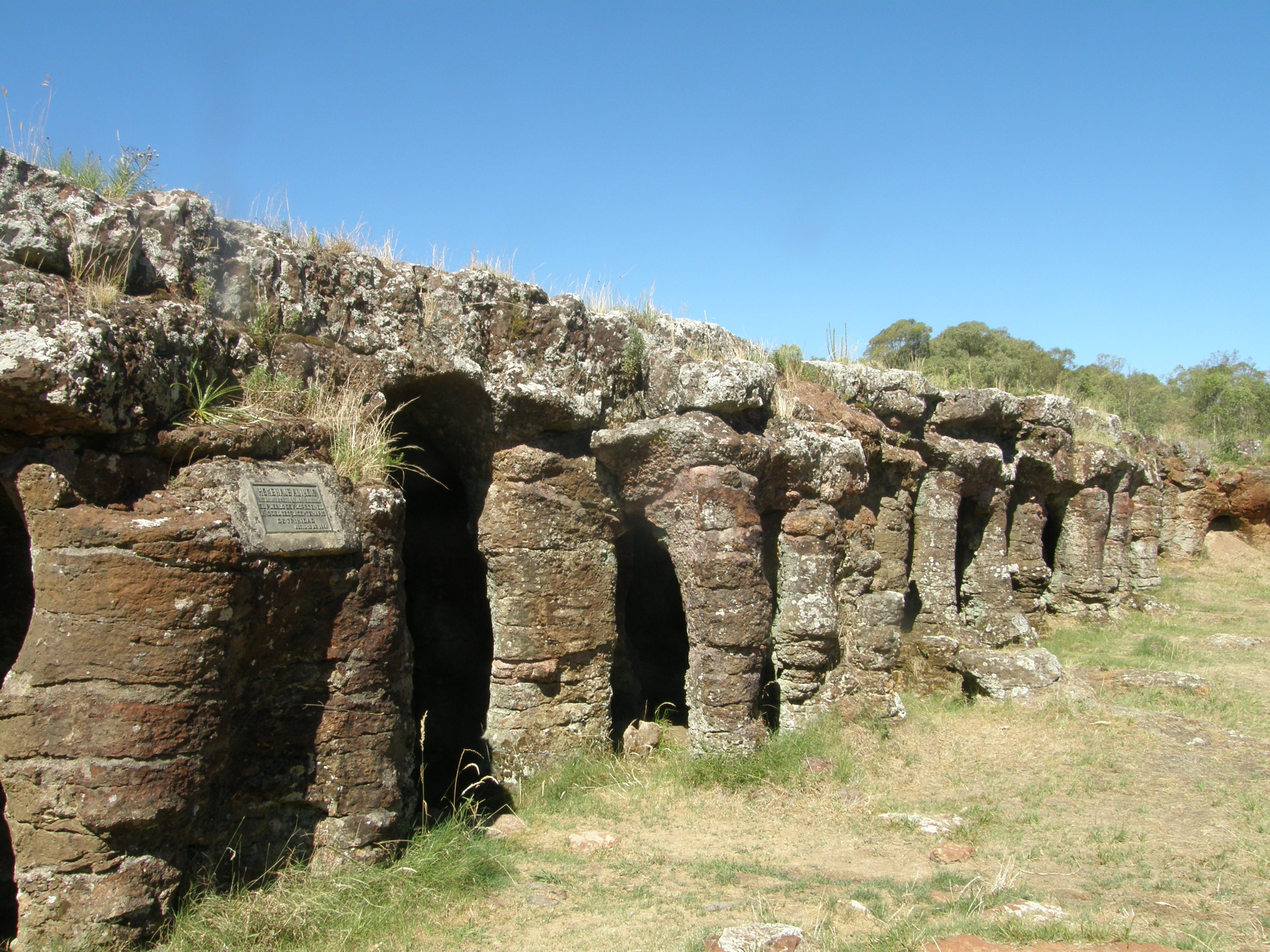
Grutas del Palacio, Dpto. de Flores

### Florida
En Florida podemos visitar también formaciones geológicas, pero el principal atractivo del departamento es la ciudad capital Florida, allí podemos encontrar el lugar donde se declaró la Independencia de Uruguay: la Piedra Alta.  Además la ciudad tiene un gran casco histórico para visitar.

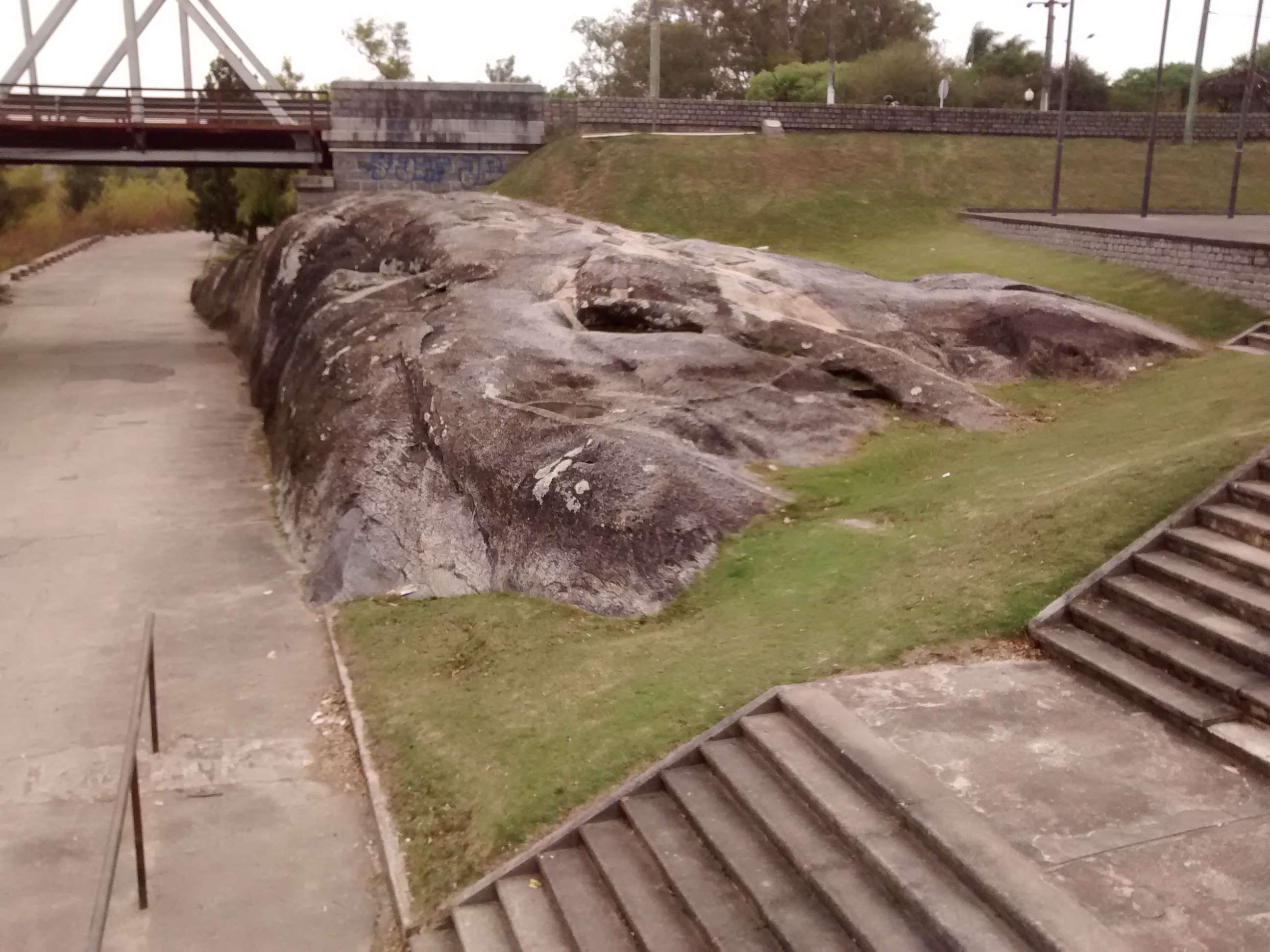
Piedra Alta, Florida. Lugar donde se declaró la Independencia de Uruguay

### San José
En San José podemos recorrer la capital San José de Mayo, con un gran casco histórico, y visitar las playas del Rio de la Playa que tiene el departamento. El balneario más importante de San José es Ciudad del Plata, próximo a Montevideo. 

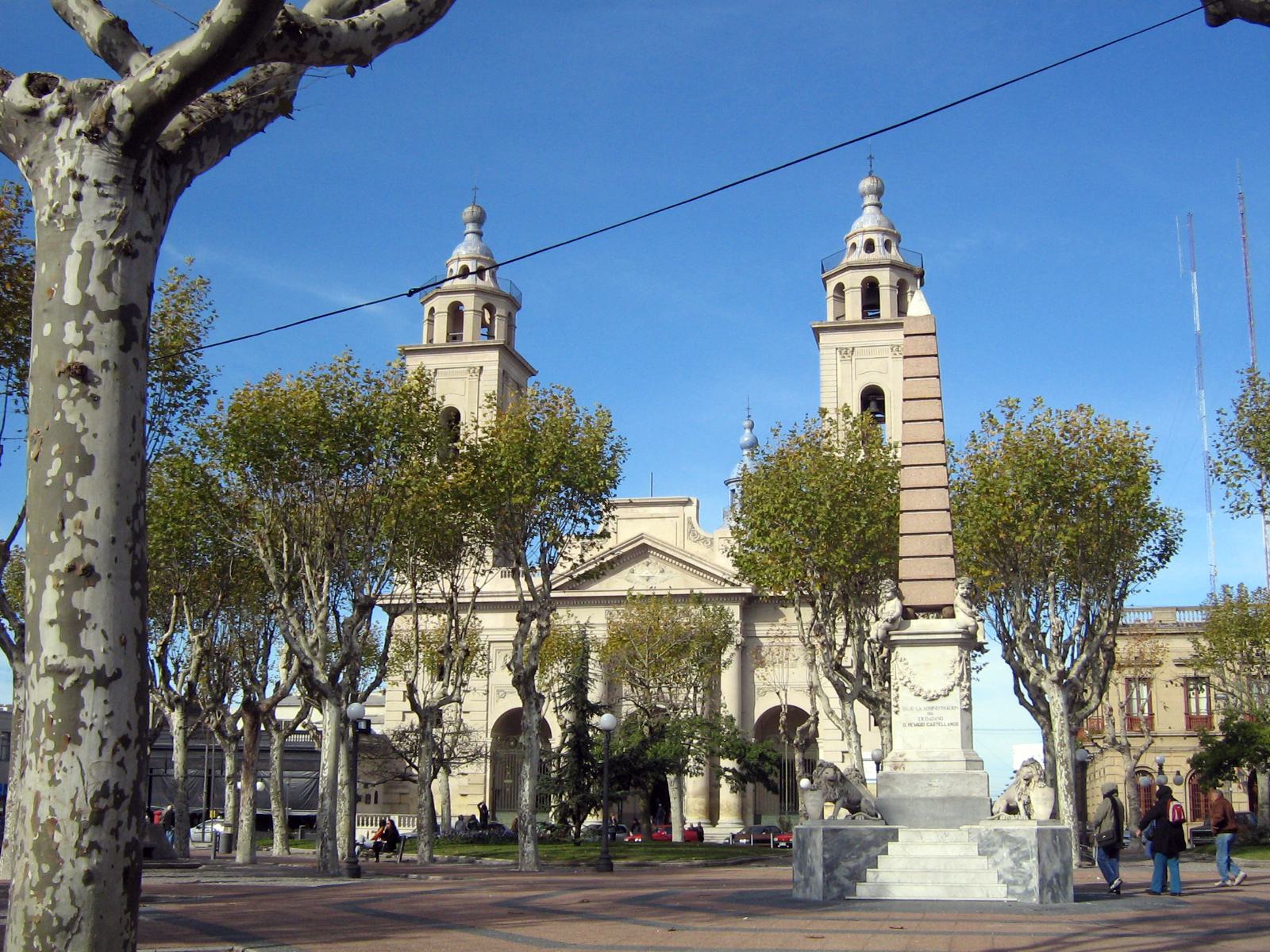
San José de Mayo

## Soriano y Rio Negro

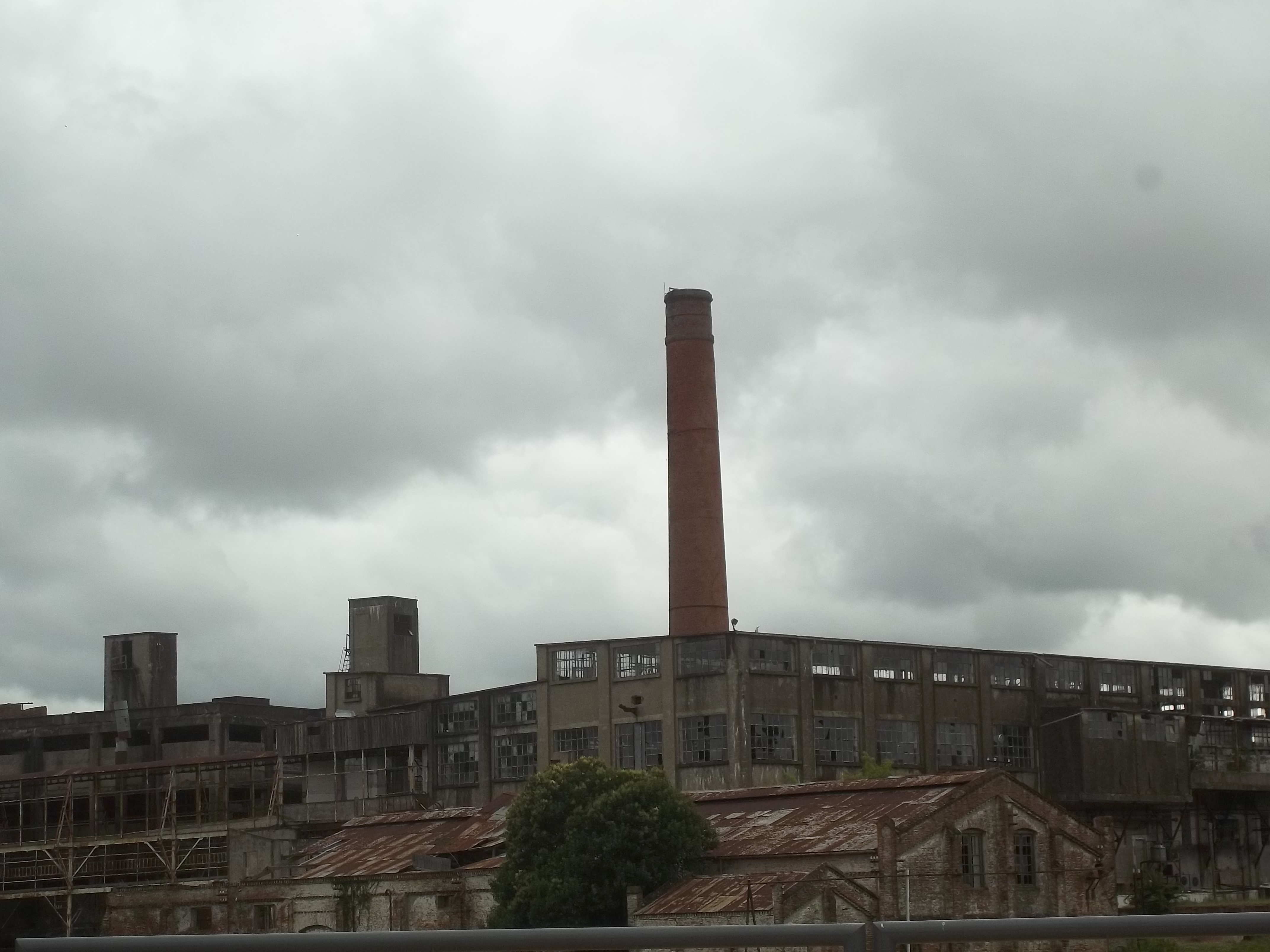
Ex Frigorífico Anglo, Fray Bentos

En el departamento de Soriano y en el de Rio Negro se pueden visitar sus playas del Rio Uruguay y del Río Negro. Ambos departamentos tienen ciudades históricas, por ejemplo en Soriano nos encontramos con Mercedes, la capital o Dolores. Fray Bentos es la capital de Río Negro. Cuenta con un puerto, casco histórico y las ruinas del histórico Frigorífico Anglo, que ahora es el museo de la Revolución Industrial. En este frigorífico se hacía carne enlatada llamada Corned Beef, la cual se enviaba a Los Aliados en Europa durante la Segunda Guerra Mundial. Otras ciudad famosa del departamento de Río Negro es Young.

## Cerro Largo y Treinta y Tres
Estos departamentos al este del Uruguay se destacan por sus paisajes naturales.

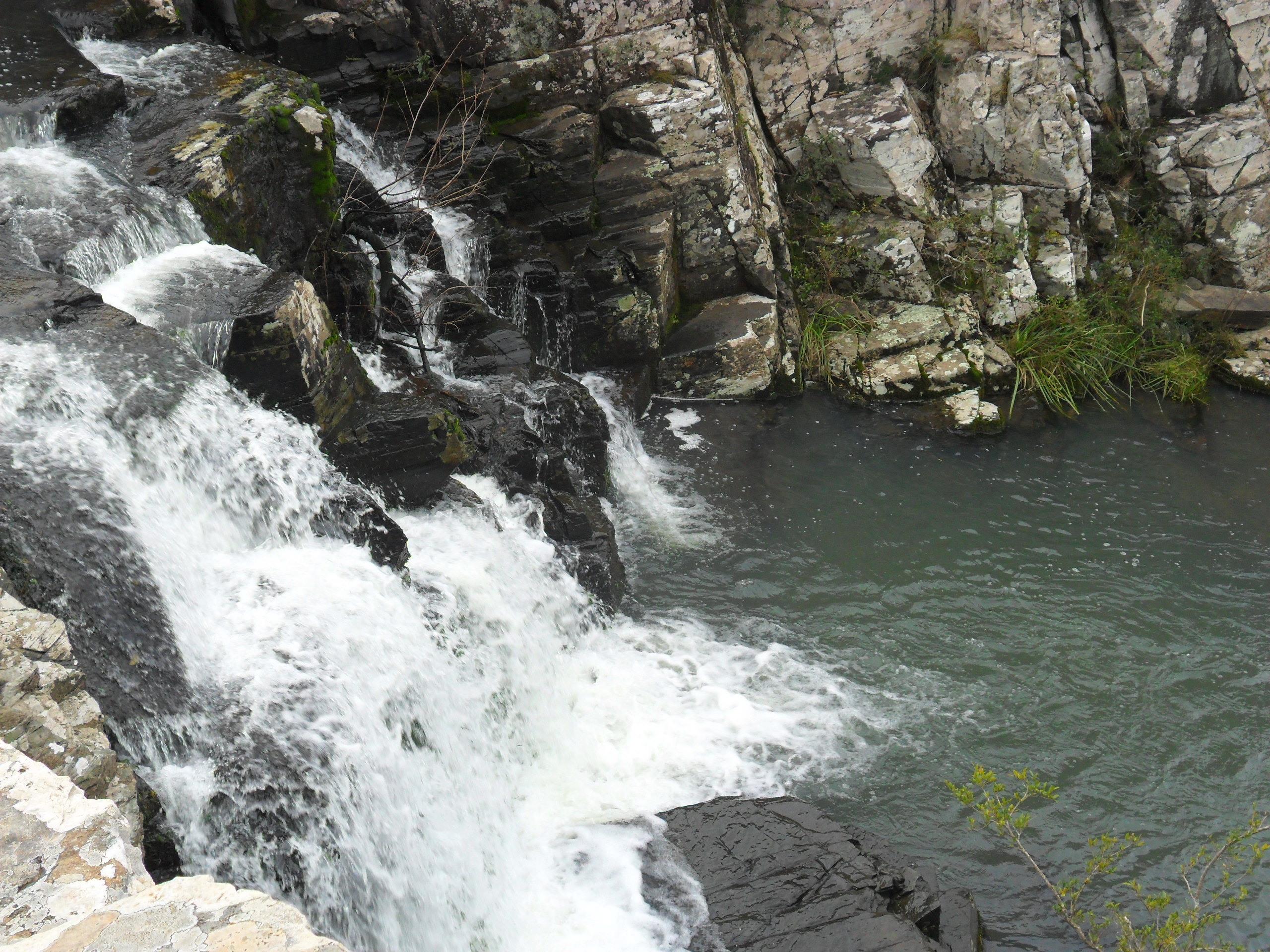
Una de las cascadas del arroyo, Quebrada de los Cuervos.

### Treinta y Tres
En el departamento de Treinta y Tres podemos visitar la Quebrada de los Cuervos, un paisaje protegido atravesado por el arroyo Yebral Chico. También, podemos visitar el Río Olimar, que atraviesa el departamento y le da el gentílico "olimareños" a los habitantes de Treinta y Tres y el nombre al conocido conjunto musical Los Olimareños.
La ciudad de Treinta y Tres, capital del departamento, cuenta con museos y otros atractivos turísticos, pero lo más reconocido es el obelisco de la plaza principal, el más alto del país con 45 metros de altura.

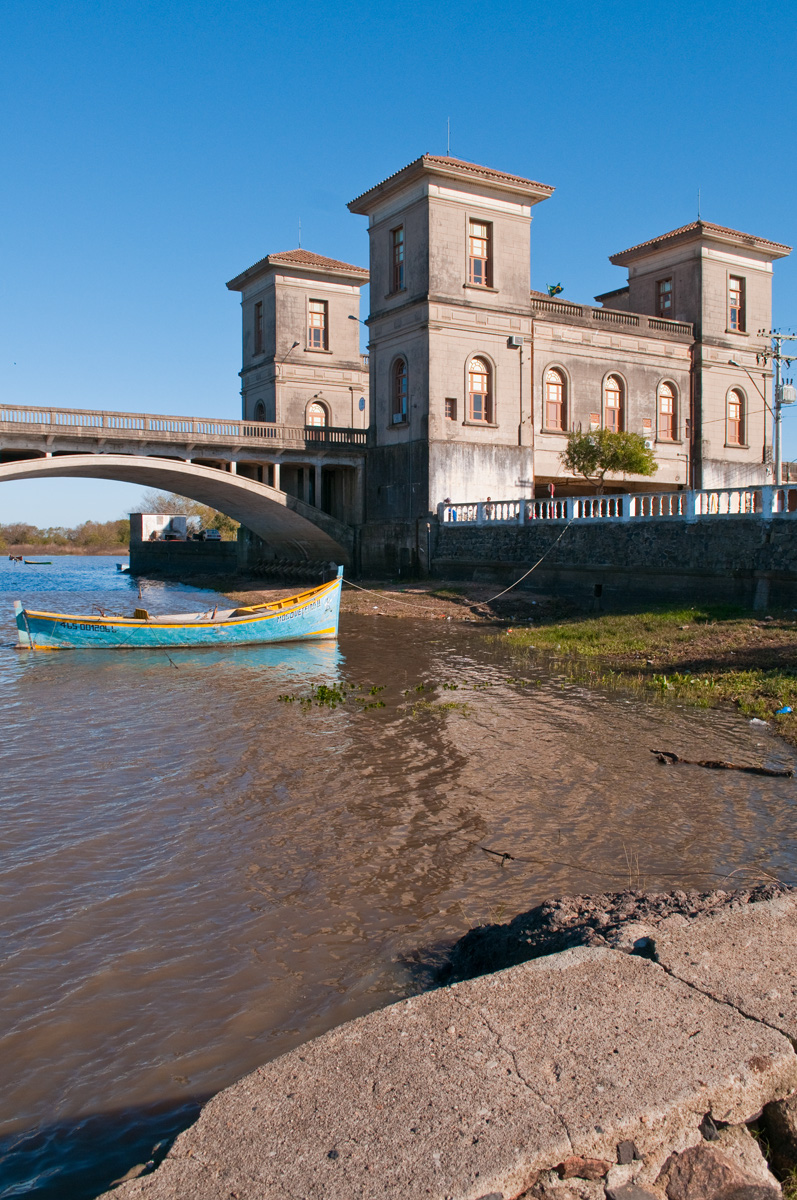
Puente Int. Barón de Mauá

### Cerro Largo

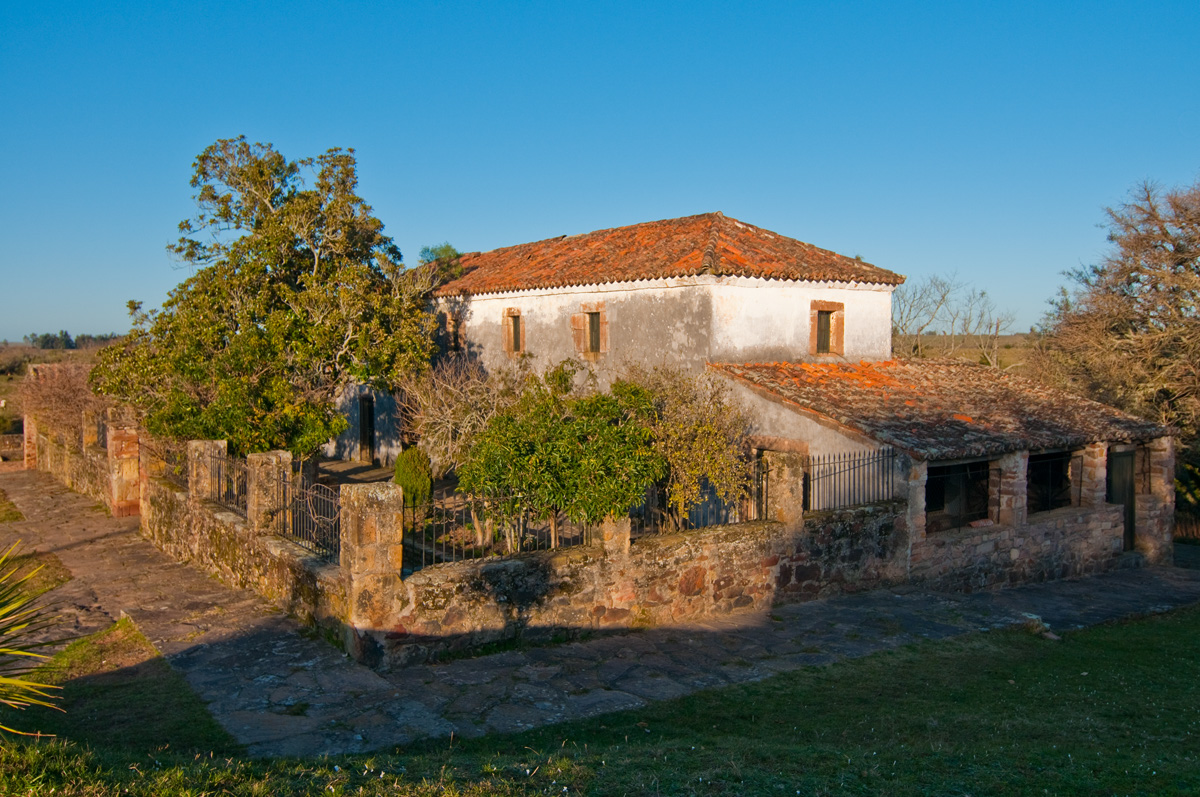
Posta del Chuy

En el departamento de Cerro Largo encontramos la ciudad de Melo, la capital del departamento, donde hay varios atractivos turísticos, como la casa-museo de Juana de Ibarbourou o el famoso Carnaval de Melo, que se realiza todos los años. Además, a las afueras de la ciudad podemos encontrar el Monumento Histórico Nacional de la Posta del Chuy, una posada utilizada por las diligencias que hacían la ruta Melo - Rio Branco. 
En Melo, también esta el estadio municipal Arquitecto Antonio Ubilla, del club de primera división Cerro Largo F.C.

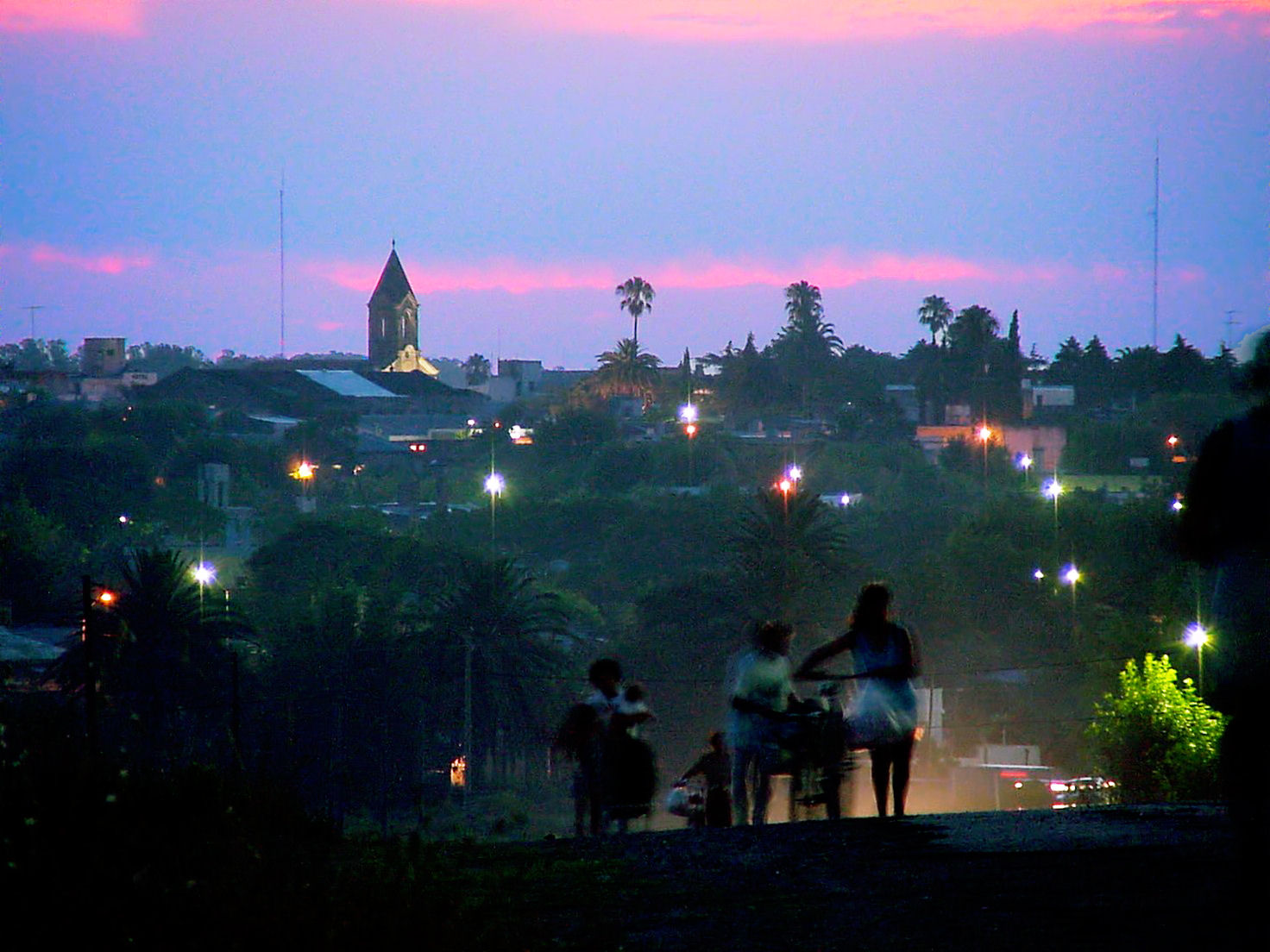
Melo

En la frontera con Brasil, podemos visitar la ciudad de Río Branco, uno de los centros económicos del departamento, separado de la ciudad de Yaguarón en el país limítrofe por el icónico puente Barón de Mauá, que atraviesa el Río Yaguarón. Esta ciudad es famosa por su zona franca y los free-shops que esta permite.
Tanto Treinta y Tres como Cerro largo poseen costa en la Laguna Merín, así como frontera terrestre con Brasil.